# Lista skrótów nazwisk zoologów
Alfabetyczna lista skrótów nazwisk niektórych zoologów umieszczanych w nazwach naukowych zwierząt. Najczęściej są to autorzy, którzy w publikacjach jako pierwsi opisali dany takson i nadali mu nazwę systematyczną.
Uwaga: W druku (np. w artykułach biologicznych) często stosuje się konwencję typograficzną pisania tych nazwisk kapitalikami.

## A
- A.A. Gould – Augustus Addison Gould (1805–1866) – koncholog
- Abbott, C.C. Abbott – Charles Conrad Abbott (1843–1919), amerykański przyrodnik i archeolog
- C. Abbott – Charles Abbot (1761–1817), entomolog
- J. Abbott – John Abbot (1751–1841), entomolog
- Abe – Tokiharu Abe (1911–1996), ichtiolog
- W.Abbott, Abbott – William Louis Abbott (1860–1936), ornitolog
- Abeille de Perrin, Ab. – Elzéar Abeille de Perrin (1843–1910), entomolog
- Abel – Othenio Abel (1875–1946), austriacki paleontolog
- Abella – Alvaro Abella, współczesny; Instituto Nacional de Pesca Montevideo, Urugwaj
- Able – Kenneth W. Able (ur. 1945)
- Acerbi – Giuseppe Acerbi (1773–1846), włoski przyrodnik i archeolog
- Acero – Arturo Acero Pizarro (ur. 1954)
- Adamczewski, SF – Stanisław Franciszek Adamczewski, polski biolog, entomolog – lepidopterolog
- Adams, Ad. – Charles Baker Adams (1814–1853), malakolog
- A. Adams – Arthur Adams (zoolog) (1820–1878)
- A.L. Adams – Andrew Leith Adams (1827–1882)
- H. Adams – Henry Adams (1813–1877)
- Agassiz (A.Agassiz) – Alexander Emanuel Agassiz (1835–1910), amerykański ichtiolog
- Agassiz (Agassiz) – Louis Agassiz (1807–1873), szwajcarski zoolog i paleontolog
- Aguilera – Orangel Antonio Aguilera Socorro
- D.R. de Aguilera – Dione Rodrigues de Aguilera
- Ahl – Jonas Nicolaus Ahl
- E. Ahl – Ernst Ahl (1898–1943)
- Ahlberg – Per Ahlberg (ur. 1963)
- Ahlstrom – Elbert Halvor Ahlstrom (1910–1979)
- Ahnelt – Harald Ahnelt
- Aizawa – Masahiro Aizawa
- Akama – Alberto Akama
- Akihito – Akihito (ur. 1933)
- Albert – James S. Albert
- Albertis – Luigi Maria d’Albertis (1841–1901)
- Alcock – Alfred William Alcock (1859–1933), brytyjski karcynolog i ichtiolog
- Alder – Joshua Alder (1792–1867)
- Alencar – José Eduardo de Alencar Moreira (ur. 1953)
- Alexander – Boyd Alexander (1873–1910)
- Alexander – Charles Paul Alexander (1889–1981)
- Alfaro – Anastasio Alfaro (1865–1951)
- Alifanov – Władimir Alifanow
- Allain – Ronan Allain (ur. 1974)
- Allen – Joel Asaph Allen (1838–1921), amerykański zoolog i ornitolog
- G.M. Allen – Glover Morrill Allen (1879–1942), amerykański zoolog (badał ssaki)
- G.R. Allen – Gerald R. Allen (ur. 1942)
- H. Allen – Harrison Allen (1841–1897)
- Allioni – Carlo Allioni (1728–1804)
- Almeida-Toledo – Lurdes Foresti de Almeida Toledo
- Alston – Edward Richard Alston (1845–1881), szkocki zoolog
- Alströmer – Clas Alströmer (1736–1794)
- d’Alton – Joseph Wilhelm Eduard d’Alton (1772–1840) – niemiecki grawer i przyrodnik

- Amadon – Dean Amadon (1912–2003)
- Ambrosio – Alfredo Ambrosio
- Ameghino – Florentino Ameghino (1854–1911), argentyński zoolog, paleontolog i antropolog
- Amyot – Charles Jean Baptiste Amyot (1799–1866)
- Ancey – César Marie Félix Ancey (1860–1906)
- K. Andersen – Knut Andersen
- Anderson – John Anderson (1833–1900), badał azjatyckie ssaki i gady
- Anderson – Sydney Anderson
- André – Jacques Ernest Edmond André (1844–1891)
- Andrews – Charles William Andrews (1866–1924), brytyjski paleontolog
- Andrews – Roy Chapman Andrews (1884–1960)
- Andri(y)ashev – Anatolij Andriaszew (ur. 1910)
- Angas – George French Angas (1822–1886)
- Annandale – Nelson Annandale (1876–1924)
- Anthony – Harold Elmer Anthony (1890–1970), amerykański zoolog i mammolog
- Antipa – Grigore Antipa (1867–1944) – rumuński biolog
- Antonius – Otto Antonius (1885–1945)
- Antunes – Miguel Telles Antunes
- Apáthy – István Apáthy (1863–1922), węgierski zoolog
- Apesteguía – Sebastián Apesteguía
- Apfelbeck – Victor Apfelbeck (1859–1934), bośniacko-hercegowiński entomolog
- Appellöf – Adolf Appellöf (1857–1921)
- Archbold – Richard Archbold (1907–1976)
- M. Archer – Michael Archer
- Arcucci – Andrea Arcucci
- Artedi, Arctaedius, Art. – Peter Artedi (1705–1735), ichtiolog
- Arratia – Gloria Arratia (ur. 1942) – ichtiolog
- Arrow – Gilbert John Arrow (1873–1948)
- Asano – Nagao Asano
- Ascanius – Peder Ascanius (1723–1803)
- Ashmead – William Harris Ashmead (1855–1908), amerykański entomolog
- Aspöck H. – Horst Aspöck – austriacki entomolog
- Aspöck U. – Ulrike Aspöck – austriacka entomolog
- Asso – Ignacio Jordán Claudio de Asso y del Rio (1742–1814)
- Atkinson – William Stephen Atkinson (1820–1876)
- Aubé – Charles Aubé (1802–1869)
- Audebert – Jean-Baptiste Audebert (1759–1800)
- Audubon – John James Audubon (1785–1851), amerykański ornitolog
- Aurivillius, P. Aurivillius, Auriv. – Per Olof Christopher Aurivillius (1853–1928), entomolog
- C. Aurivillius – Carl Wilhelm Samuel Aurivillius (1854–1899)
- S. Aurivillius – Sven Magnus Aurivillius (1892–1928), zoolog morski
- Ausserer, Auss. – Anton Ausserer (1843–1889)
- Austin – Christopher C. Austin współczesny amerykański herpetolog
- Averianov – Aleksandr Awerianow
- Ávila-Pires – Teresa Cristina Sauer de Ávila Pires współczesny herpetolog
- Ayling – Tony Ayling (ur. 1947)
- Ayres – William Orville Ayres (1817–1887), amerykański ichtiolog
- Azuma – Yoichi Azuma

## B
- Bachman – John Bachman (1790–1874)
- Bailey – Steven Bailey
- R.G. Bailey – Roland G. Bailey
- R.M. Bailey – Reeve Maclaren Bailey
- Baillon – Louis Antoine Francois Baillon (1778–1851)
- Baird – Spencer Fullerton Baird (1823–1887)
- Baker – Edward Charles Stuart Baker (1864–1944)
- Baker, H.B. Baker – Horace Burrington Baker (1889–1971) – konchiologia
- Bakker – Robert Bakker (ur. 1945)
- Balanov – Andriej Bałanow
- C.C. Baldwin – Carole C. Baldwin
- W.J. Baldwin – Wayne J. Baldwin
- Z.H. Baldwin – Zachary Hayward Baldwin
- Ball – Valentine Ball (1843–1895)
- Balon – Eugene Balon (ur. 1930)
- Balouet – Jean Christophe Balouet
- Balss – Heinrich Balss (1886–1957)
- Balushkin – Arkadij Bałuszkin
- Bandyopadhyay – Saswati Bandyopadhyay
- Bangs – Outram Bangs (1863–1932)
- Banks – Nathan Banks (1868–1953) – amerykański entomolog
- Banks – Richard C. Banks (ur. 1940)
- Bannerman – David Armitage Bannerman (1886–1979)
- Bannikov – Aleksandr Bannikow
- Bansok – Ros Bansok
- Barbour – Thomas Barbour (1884–1946)
- F.K. Barker – Frederick Keith Barker – ornitolog
- M.J. Barker – Michael J. Barker
- Barquez – Ruben M. Barquez – współczesny
- Barrett – Paul Barrett
- Barrows – Walter Bradford Barrows (1855–1923)
- Barsbold – Rinczen Barsbołd (ur. 1935) – mongolski paleontolog
- Bartenef – Aleksandr Bartieniew
- A.D. Bartlett – Abraham Dee Bartlett (1812–1897) – brytyjski zoolog
- Bartlett – Edward Bartlett (1836–1908) – angielski ornitolog
- Barton – Benjamin Smith Barton (1766–1815)
- Baskin – Jonathan N. Baskin
- Batchelder – Charles Foster Batchelder (1856–1954)
- Bate – Charles Spence Bate (1819–1889)
- Bates – George Latimer Bates (1863–1940)
- Bateson – William Bateson (1861–1926)
- Bazyluk – Władysław Bazyluk (1910–1988)
- Bean – Tarleton Hoffman Bean (1846–1916)
- Beavan – Reginald C. Beavan (1841–1870)
- Bechstein – Johann Matthäus Bechstein (1757–1822)
- Beddome – Richard Henry Beddome (1830–1911)
- Bedriaga – Jacques von Bedriaga (1854–1906)
- Behr – Hans Herman Behr (1818–1904)
- Bell – Thomas Bell (zoolog) (1792–1880)
- Bemmel – Adriaan Cornelis Valentin van Bemmel
- Bendire – Charles Emil Bendire (1863–1940)
- Benitez – Hesquio Benitez
- Bennett – Edward Turner Bennett (1797–1836) – angielski zoolog
- Bennett – Frederick Debell Bennett (1836–1897)
- Benson – Constantine Walter Benson (1909–1982) – brytyjski ornitolog
- Benson – Robert Bernard Benson (1904–1967)
- Benson – Roger B.J. Benson
- Bent – Arthur Cleveland Bent (1866–1954)
- Benton – Michael J. Benton (ur. 1956)
- Bequaert – Joseph Charles Bequaert (1886–1982) – belgijsko-amerykański entomolog i koncholog
- Beresford – Pamela Beresford
- Berg – Lew Berg (1876–1950) – rosyjski ichtiolog
- Berkenhout – John Berkenhout (1726–1791)
- Berla – Herbert Franzioni Berla (1912–1985)
- Berland – Lucien Berland (1888–1962)
- Berlepsch – Hans von Berlepsch (1850–1915)
- Berlioz – Jacques Berlioz (1891–1975)
- Berry – Samuel Stillman Berry (1887–1984)
- Berthold – Arnold Adolph Berthold (1803–1861)
- Bertkau – Philipp Bertkau (ur. 1849)
- Bianchi – Walentin Bianki (1857–1920) – rosyjski ornitolog, kurator Departamentu Ornitologicznego Rosyjskiej Akademii Nauk w Petersburgu.
- Bianco – Pier Giorgio Bianco
- Bibron – Gabriel Bibron (1806–1848)
- M. Bielz – Michael Bielz (1787–1866)
- E.A. Bielz – Eduard Albert Bielz (1827–1898), syn Michaela Bielza
- Bigot – Jacques-Marie-Frangile Bigot (1818–1893)
- Bilek – Alois Bilek (1909–1974)
- Billberg – Gustaf Johan Billberg (1772–1844)
- Billings – Elkanah Billings – paleontolog
- Bingham – Charles Thomas Bingham (1848–1908)
- Biswas – Biswamoy Biswas (1923–1994)
- Blache – Jacques Blache (1922–1994)
- Black – Davidson Black (1884–1934)
- Blahout – Milíč Blahout (1930−1978) czechosłowacki zoolog
- de Blainville – Henri Marie Ducrotay de Blainville (1777–1850)
- Blanchard – Charles Émile Blanchard (1819–1900)
- Blanford – William Thomas Blanford (1832–1905)
- Blasius – Johann Heinrich Blasius (1809–1870) – niemiecki zoolog
- W. Blasius – Wilhelm Blasius (1845–1912)
- Bleeker – Pieter Bleeker (1819–1878)
- Bloch – Marcus Elieser Bloch (1723–1799)
- Blumenbach – Johann Friedrich Blumenbach (1752–1840)
- Blyth – Edward Blyth (1810–1873)
- Bocage – Jose Vicente Barboza du Bocage (1823–1907)
- Z. Bocheński – Zygmunt Bocheński (1935–2009)
- Z.M. Bocheński – Zbigniew M. Bocheński
- Bocourt – Marie Firmin Bocourt (1819–1904)
- Boddaert – Pieter Boddaert (1730–1795/96)
- Boettger – Oskar Boettger (1833–1910)
- Boetticher – Hans von Boetticher (1886–1958)
- A.P. Bogdanov – Anatolij Bogdanow (1834–1896) – rosyjski zoolog i antropolog
- M. Bogdanov – Modest Bogdanow (1841–1888) – rosyjski zoogeograf i ornitolog
- Bogert – Charles Mitchill Bogert (1908–1992) – herpetolog
- Boheman – Karl Henrik Boheman (1796–1868)
- F. Boie – Friedrich Boie (1789–1870) (brat Heinricha)
- H. Boie – Heinrich Boie (1794–1827) (brat Friedricha) – niemiecki zoolog
- Boisduval – Jean Baptiste Boisduval (1799–1879)
- Bolin – Rolf Ling Bolin (1901–1973)
- Bolívar – Ignacio Bolívar Urrutia (1850–1944)
- Bolle – Carl Bolle (1821–1909) – niemiecki naturalista, ornitolog i botanik
- Bolotsky – Jurij Bołocki
- Bolton – Barry Bolton współczesny myrmekolog
- Bonaparte – Charles-Lucien Bonaparte (1803–1857) – francuski zoolog. Bratanek Napoleona Bonaparte
- Bonaparte – José Bonaparte (ur. 1928) – argentyński paleontolog
- Bonelli – Franco Andrea Bonelli (1784–1830)
- Bonhote – J. Lewis Bonhote (1875–1922)
- Bonnaterre, Bonn. – Pierre Joseph Bonnaterre (1747–1804)
- Borkhausen – Moritz Balthasar Borkhausen (1760–1806)
- Borodin – Nikołaj Borodin (ur. 1861)
- Borsuk-Bialynicka lub Borsuk-Białynicka – Magdalena Borsuk-Białynicka
- Bosc – Louis Augustin Guillaume Bosc (1759–1828)
- Bosca – E. Bosca (?–?) – węże
- Boucard – Adolphe Boucard (1839–1905)
- Boulenger, Blgr. – George Albert Boulenger (1858–1937)
- Bourcier – Jules Bourcier (1797–1873)
- Bourguignat – Jules René Bourguignat (1829–1892) – francuski malakolog
- Bouvier – Eugene Louis Bouvier (1856–1944)
- Bowdich – Thomas Edward Bowdich (1791–1824)
- Brandt – Johann Friedrich von Brandt (1802–1879)
- Brauer – Friedrich Moritz Brauer (1832–1904)
- Braun – Janet K. Braun współczesny amerykańska zoolog
- Brazenor – Charles Walter Brazenor (1897–197) – australijski naturalista, pisarz i dyrektor Muzeum Narodowego w Melbourne
- A.E. Brehm – Alfred Brehm (1829–1884) – niemiecki zoolog
- C.L. Brehm – Christian Ludwig Brehm (1787–1864) – niemiecki ornitolog
- Breme – Ferdinando Arborio Gattinara di Breme (1807–1868) – włoski naturalista
- Bremer – Otto Bremer (zm. 1873)
- Bremi-Wolf – Johann Jacob Bremi-Wolf (1791–1857)
- Bremser – Johann Gottfried Bremser
- Brett-Surman – Michael Brett-Surman (ur. 1950)
- Brevoort – James Carson Brevoort (1818–1887)
- Brewster – William Brewster (1851–1919)
- Briggs – John Carmon Briggs (ur. 1920)
- Briggs – Derek Briggs
- Brischke – Carl Gustav Alexander Brischke (1814–1897)
- Brisout de Barneville – Charles N.F. Brisout de Barneville (1822–1893) – francuski zoolog
- Brisson – Mathurin Jacques Brisson (1723–1806)
- Brittinger – Christian Casimir Brittinger (1795–1869)
- Brocchi – Paul Brocchi (1839–1898) – francuski herpetolog
- Brochu – Christopher Brochu (ur. 1967)
- Brodkorb – Pierce Brodkorb – ornitolog i paleontolog
- Brongniart – Alexandre Brongniart (1770–1847) – francuski paleontolog i zoolog
- C. Brongniart – Charles Jules Edme Brongniart (1859–1899) – francuski entomolog i paleontolog
- Bronn – Heinrich Georg Bronn (1800–1862)
- Brooke – Victor Brooke (1843–1891)
- Brookes – Joshua Brookes (1761–1833)
- A.C. Brooks – Allan Cyril Brooks (1869–1946) – ornitolog; syn W.E. Brooksa
- W.E. Brooks – William Edwin Brooks (1829–1899) – ornitolog; ojciec A.C. Brooksa
- W.S. Brooks – Winthrop Sprague Brooks (1887–1965)
- Broom – Robert Broom (1866–1951)
- Brown – Barnum Brown (1873–1963)
- Bruch – Carl Friedrich Bruch (1789–1851)
- Bruguiere (Bruguière) – Jean-Guillaume Bruguière (1749–1798)
- Brullé – Gaspard Auguste Brullé (1809–1873)
- Brunner von Wattenwyl – Karl Brunner von Wattenwyl (1823–1914) – szwajcarski entomolog
- Brünnich – Morten Thrane Brünnich (1737–1827)
- Brusatte – Stephen Brusatte (ur. 1984)
- H. Bryant – Henry Bryant (1820–1867) – amerykański przyrodnik
- W.E. Bryant – Walter E. Bryant
- Bücherl – Wolfgang Bücherl
- Büchner – Eugen Büchner
- Buckland – William Buckland (1784–1856)
- Buffetaut – Éric Buffetaut
- Bugge – Jørgen Bugge
- Buller – Walter Buller (1838–1906)
- Bunzel – Emanuel Bunzel (ur. 1828)
- Burchell – William John Burchell (1782–1863)
- Burge – Donald L. Burge
- Burmeister – Hermann Burmeister (1807–1892)
- Burnett – Gilbert Thomas Burnett (1800–1835)
- Burns – John McLauren Burns
- Burton – Frederic Burton
- Buszko – Jarosław Buszko (ur. 1952) – polski lepidopterolog
- Butler – Arthur Gardiner Butler (1844–1925)
- Butler – Richard J. Butler
- Buttikofer – Johann Büttikofer (1850–1929)
- Buturlin – Siergiej Aleksandrowicz Buturlin (1872–1938)

## C
- Cabanis, Cab. – Jean Cabanis (1816–1906)
- Cabrera – Angel Cabrera (1879–1960)
- Cadenat – Jean Cadenat (1908–1992) – francuski ichtiolog
- Caldwell – David Keller Caldwell (ur. 1928)
- Calman – William Thomas Calman (1871–1952)
- Calvert – Philip Powell Calvert (1871–1961)
- Calvo – Jorge Calvo
- Cambiaso – Andrea Cambiaso
- Camerano – Lorenzo Camerano (1856–1917)
- Camp – Charles Lewis Camp (1893–1975)
- Campos – Diógenes de Almeida Campos
- Candèze – Léon Candèze
- Canestrini – Giovanni Canestrini (1835–1900)
- Cantor – Theodore Edward Cantor (1809–1860)
- Carlson – Bruce A. Carlson
- Carpenter – Kenneth Carpenter (ur. 1949)
- Carpenter – James M. Carpenter
- Carpenter – Philip Pearsall Carpenter (1819–1877) – malakolog
- Carrano – Matthew Carrano (ur. 1969)
- Carriker – Melbourne Armstrong Carriker Jr. (1879–1965)
- Carvalho – Ismar de Souza Carvalho
- Case – E.C. Case
- Cassin – John Cassin (1813–1869)
- Castelnau (Francis de Castelnau, François Laporte, François Delaporte) – Francis de Laporte de Castelnau (1810–1880)
- Cervigón – Fernando Cervigón (ur. 1930)
- Chabanaud – Paul Chabanaud (1876–1959)
- Chabaud – Alain Chabaud (1923–2013) – parazytolog
- Chamberlin – Ralph Vary Chamberlin (1879–1967)
- Chapin – James Chapin (1889–1964)
- Chapman – Frank Michler Chapman (1864–1945) – amerykański ornitolog
- Chapman – Ralph E. Chapman
- Charig – Alan Charig (1927–1997)
- Charpentier – Toussaint de Charpentier (1779–1847)
- Chasen – Frederick Nutter Chasen (1896–1942)
- Chatterjee – Sankar Chatterjee (ur. 1943)
- Cheesman – Robert Ernest Cheesman (1878–1962) – brytyjski zoolog i ornitolog
- Chenu – Jean-Charles Chenu (1808–1879) – ornitolog i koncholog
- Cherem – Jorge José Cherem współczesny zoolog brazylijski
- Cherrie – George Kruck Cherrie (1865–1946)
- Chevrolat – Louis Alexandre Auguste Chevrolat (1799–1884) – francuski entomolog (i ornitolog)
- Chiaie – Stefano Delle Chiaje (1794–1860)
- Chiappe – Luis Chiappe
- Children – John George Children (1777–1852)
- Christ – Johann Ludwig Christ (1739–1813)
- Chubb – Charles Chubb (1851–1924) – brytyjski ornitolog
- Chun – Carl Chun (1852–1914)
- Chure – Daniel Chure
- Clark – Austin Hobart Clark (1880–1954)
- E. Clark – Eugenie Clark (ur. 1922) – amerykańska ichtiolog
- H.L. Clark – Hubert Lyman Clark (1870–1947) – amerykański zoolog (badał szkarłupnie).
- J.M. Clark – James M. Clark (ur. 1956)
- J.S. Clark – John S. Clark (1885–1956) myrmekolog
- Clarke – Julia Clarke
- Clausen – Herluf Stenholt Clausen – ichtiolog
- Clements – Kendall D. Clements
- Clemmer – Glenn H. Clemmer
- Clench – Harry Kendon Clench (1925–1979) – lepidoptera
- Clench – William James Clench (1897–1984) – amerykański malakolog
- Clerck – Carl Alexander Clerck (1709–1765)
- Cloquet – Hippolyte Cloquet (1787–1840)
- Cloward – Karen C. Cloward
- Cochran – Doris M. Cochran (1898–1968)
- Cockerell – Theodore Dru Alison Cockerell (1866–1948)
- Coddington – Jonathan A. Coddington
- Colbert – Edwin Harris Colbert (1905–2001)
- Collett – Robert Collett (1842–1913)
- Colston – Peter R. Colston
- Compagno – Leonard J.V. Compagno
- Conci – Cesare Conci (ur. 1920)
- Conde – Otto Conde (1905–1944)
- Conover – Henry Boardman Conover (1892–1950)
- Conrad – Timothy Abbott Conrad (1803–1877)
- Contreras – Luis C. Contreras – współczesny chilijski zoolog (spec.małe ssaki/gryzonie)
- Contreras – Julio R. Contreras (Museo Argentino de Ciencias Naturales)
- Conway Morris – Simon Conway Morris (ur. 1951)
- Conybeare – William Daniel Conybeare (1787–1857)
- Coombs – Walter P. Coombs Jr.
- Cooper – James Graham Cooper (1830–1902) – amerykański przyrodnik
- Cooper – William Cooper (1798–1864) – amerykański konchiolog
- Cope – Edward Drinker Cope (1840–1897)
- Coquerel – Charles Coquerel (1822–1867)
- Coria – Rodolfo Coria (ur. 1959)
- Cornalia – Emilio Cornalia (1824–1882)
- Cory – Charles B. Cory (1857–1921)
- Costa – Achille Costa (1823–1898) (syn) – włoski entomolog. Dyrektor Muzeum Zoologicznego w Neapolu (Włochy)
- O.G. Costa – Oronzio Gabriele Costa (1787–1867) (ojciec) – włoski entomolog
- W.J.E.M. Costa – Wilson José Eduardo Moreira da Costa
- Coues – Elliott Coues (1842–1899)
- Cramer – Pieter Cramer (1721–c. 1779)
- F. Cramer – Frank Cramer
- Crampton – William G.R. Crampton
- Cresson – Ezra Townsend Cresson Sr. (1838–1926) (ojciec) – amerykański entomolog (badał błonkoskrzydłe)
- Cresson – Ezra Townsend Cresson Jr. (1876–1948) (syn) – amerykański entomolog (badał muchówki)
- Cretzschmar – Philipp Jakob Cretzschmar (1786–1845)
- Crewe – Henry Harpur Crewe (1828–1883)
- Crotch – George Robert Crotch (1842–1874)
- Crowson – Roy Crowson (1914–1999)
- Currie – Philip J. Currie (ur. 1949)
- Curry Rogers – Kristina Curry Rogers (ur. 1974)
- Curtis – John Curtis (entomolog) (1791–1862)
- Cuvier – Georges Cuvier (1769–1832) (brat Frédérica) – francuski przyrodnik, zoolog i paleontolog
- F. Cuvier – Frédéric Cuvier (1773–1838) (brat Georges’a) – francuski zoolog
- Czerkas – Stephen A. Czerkas

## D
- da Costa – Emanuel Mendez da Costa (1717–1791) – koncholog
- da Silva – Maria Nazareth F. da Silva
- Dahl – Friedrich Dahl (1856–1929)
- Dahlbom – Anders Gustav Dahlbom (1808–1859)
- Dale – James Charles Dale (1792–1872)
- Dall – William Healey Dall (1845–1927)
- Dalla Torre – Karl Wilhelm von Dalla Torre (1850–1928)
- Dana – James Dwight Dana (1813–1895)
- Daudin – François Marie Daudin (1774–1804)
- Davenport – Timothy Richard Bentley Davenport – współczesny brytyjski; szef WCS w Tanzanii
- David – Armand David (1826–1900)
- Davis – Bradley Moore Davis (1871–1957) – amerykański botanik i ichtiolog
- Day – Francis Day (1829–1889)
- de Azevedo – Sérgio Alex Kugland de Azevedo
- de Beaufort – Lieven Ferdinand de Beaufort (1879–1968)
- de Blainville – Henri Marie Ducrotay de Blainville (1777–1850)
- de Filippi – Filippo De Filippi (1814–1867)
- de Geer – Charles De Geer (1720–1778)
- de Hann – Wilhem de Haan (1801–1855)
- de Kay – James Ellsworth De Kay (1792–1851)
- de Man – Johannes Govertus de Man (1850–1930)
- de Naurois – Abbé René de Naurois (ur. 1906)
- de Nicéville – Lionel de Nicéville (1852–1901)
- Bory de Saint-Vincent – Jean Baptiste Bory de Saint-Vincent (1780–1846)
- de Queiroz – Kevin de Queiroz
- de Valai – Silvina de Valai
- de Vis – Charles Walter De Vis (1829–1915)
- de Winton – William Edward de Winton
- Degland – Côme-Damien Degland (1787–1856)
- Delacour – Jean Théodore Delacour (1890–1985)
- Delaroche, de La Roche (F. Delaroche) – François-Etienne Delaroche (1781–1813)
- Denis – Michael Denis (1729–1800)
- Denys – Christiane Denys (ur. 1958) – francuska teriolożka i paleontolożka
- Depéret – Charles Depéret (1854–1929)
- Deppe – Ferdinand Deppe (1794–1861)
- Des Murs – Marc Athanese Parfait Oeillet Des Murs (1804–1878)
- Desfontaines – René Louiche Desfontaines (1750–1833)
- Desmarest – Anselme Gaëtan Desmarest (1784–1838)
- Deville – Charles Sainte-Claire Deville (1814–1876) – francuski geolog, meteorolog i zoolog
- Diard – Pierre-Médard Diard (1794–1863)
- Díaz – Monica Díaz
- Dieffenbach – Ernst Dieffenbach (1811–1855)
- Dingus – Lowell Dingus
- Distant – William Lucas Distant (1845–1922)
- Dixon – Dougal Dixon (ur. 1947)
- Djakonov – Aleksandr Djakonow (1886–1956)
- Dobson – George Edward Dobson (1844–1895)
- Döderlein – Petar Döderlein (1809–1895)
- Dodson – Peter Dodson
- Doherty – William Doherty (1857–1901) – amerykański entomolog
- Dollman – Guy Dollman (1886–1942)
- Dollo – Louis Dollo (1857–1931)
- Domaniewski – Janusz Witold Domaniewski (1891–1954) – polski ornitolog
- Donis., Donisthorpe – Horace Donisthorpe (1870–1951)
- Donovan – Edward Donovan (1768–1837)
- d’Orbigny – Alcide d’Orbigny (1802–1857)
- Dong – Dong Zhiming (ur. 1937)
- Doria – Giacomo Doria (1840–1913)
- Doubleday – Henry Doubleday (1808–1875)
- Draparnaud – Jacques Philippe Raymond Draparnaud (1772–1804)
- Dresser – Henry Eeles Dresser (1838–1915) – angielski ornitolog
- Drury – Dru Drury (1725–1804)
- du Bus de Gisignies – Bernard du Bus de Gisignies (1808–1874)
- du Chaillu – Paul Belloni Du Chaillu (1831–1903)
- C.F. Dubois – Charles Frédéric Dubois (1804–1867)
- Duellman – William Edward Duellman (ur. 1930) – amerykański herpetolog
- Dufour – Leon Dufour (1831–1903)
- Dufresne – Louis Dufresne (1752–1832)
- Duftschmid – Caspar Erasmus Duftschmid (1767–1821)
- Duméril – André Marie Constant Duméril (1774–1860)
- Dumont – Charles Dumont de Sainte Croix (1758–1830)
- Dun – William Sutherland Dun (1868–1934) – australijski paleontolog
- Duncker – Paul Georg Egmont Duncker (1870–1953)
- Duponchel – Philogène Auguste Joseph Duponchel (1774–1846)
- Durbin – Marion Lee Durbin (?) – ichtiolog
- Duvernoy – Georges Louis Duvernoy (1777–1855)
- Dwight – Jonathan Dwight (1858–1929)
- Dybowski – Benedykt Dybowski (1833–1930)
- Dzik – Jerzy Dzik (ur. 1950)

## E
- Earle – Sylvia A. Earle (ur. 1935)
- Eaton – Jeffrey Glenn Eaton (ur. 1948)
- Eaton G.F. (ale także ‘Eaton’) – George Francis Eaton amerykański osteolog XIX/XX w.
- Edwards – William Henry Edwards (1822–1909)
- Efremov – Iwan Jefriemow (1907–1971)
- Eger – Judith L. Eger, kanadyjska teriolożka
- Ehrenberg – Christian Gottfried Ehrenberg (1795–1876)
- Eichwald – Karl Eichwald (1795–1876)
- Eigenmann – Carl H. Eigenmann (1863–1927) (mąż R.S. Eigenmann) – ichtiolog
- R.S. Eigenmann, R. Smith – Rosa Smith Eigenmann (1858–1947) (żona C.H. Eigenmanna) – ichtiolog
- Ellerman – John Ellerman (1910–1973)
- Elliot – Daniel Giraud Elliot (1835–1915)
- Elżanowski – Andrzej Elżanowski (ur. 1950) – polski zoolog i paleontolog
- Emery – Carlo Emery (1848–1925)
- A.R. Emery – Alan R. Emery
- L.H. Emmons – Louise Emmons (ur. 1943), amerykańska teriolożka
- Enslin – Eduard Enslin (1879–1970)
- Erdős – Jozsef Erdős
- Erichson – Wilhelm Ferdinand Erichson (1809–1848)
- Erxleben – Johann Christian Polycarp Erxleben (1744–1777)
- Eschmeyer – William N. Eschmeyer
- Eschscholtz – Johann Friedrich von Eschscholtz (1793–1831)
- Esper – Eugen Johann Christoph Esper (1742–1810)
- Euphrasen – Bengt Anders Euphrasen (1756–1796) – szwedzki przyrodnik
- Evans – Susan E. Evans
- Evans – William Frederick Evans – angielski entomolog
- Evermann – Barton Warren Evermann (1853–1932)
- Eversmann – Eduard Friedrich Eversmann (1794–1860)
- Evseenko – Siergiej Jewsiejenko
- Eyton – Thomas Campbell Eyton (1809–1880)

## F
- Fabricius – Johan Christian Fabricius (1745–1808)
- Fairmaire – Leon Fairmaire (1820–1906)
- Fabre – Jean Henri Fabre (1823–1915)
- Falla – Robert Alexander Falla (1901–1979)
- Fallén – Carl Frederick Fallén (1764–1830)
- Feinberg – M. Norma Feinberg
- C. Felder – Cajetan Freiherr von Felder (1814–1894) (ojciec) – austriacki entomolog (badał motyle)
- R. Felder – Rudolf Felder (1842–1871) (syn) – austriacki entomolog (badał motyle)
- Fernandes-Matioli – Flora Maria de Campos Fernandes-Matioli
- Ferrari-Perez – Fernando Ferrari-Perez (zm. 1927)
- Ferraris – Carl J. Ferraris Jr.
- Férussac – Jean Baptiste Louis d’Audebard Férussac (1745–1815)
- Fieber – Franz Xaver Fieber (1807–1872)
- Filhol – Henri Filhol (1843–1902)
- Finsch – Otto Finsch (1839–1917)
- Fioroni – Pio Fioroni (1933–2003)
- G. Fischer, Fischer de Waldheim, Fischer von Waldheim – Johann Fischer von Waldheim (1771–1853)
- J. Fischer – Johann Baptist Fischer (zm. 1832)
- J.G. Fischer – Johann Gustav Fischer (1819–1889)
- Fitzinger – Leopold Fitzinger (1802–1884)
- J.H. Fleming – James Henry Fleming (1872–1940)
- Fleming – John Fleming (1785–1857) – szkocki zoolog i geolog
- Förster – Arnold Förster (1810–1884) – niemiecki entomolog
- Fonscolombe – Baron Etienne Laurent Joseph Hippolyle Boyer de Fonscolombe (1772–1853)
- Forbes – Henry Ogg Forbes (1851–1932)
- Forel – Auguste-Henri Forel (1848–1931)
- Forsius – Runar Forsius (1884–1935)
- Forsskål (Forskal) – Peter Forsskål (1732–1763)
- Forsyth Major – Charles Immanuel Forsyth Major (1843–1923)
- Forster – Johann Reinhold Forster (1729–1798)
- Forster – Raymond Robert Forster (1922–2000)
- C.A. Forster – Catherine Forster
- G. Forster – Georg Forster (1754–1794)
- T. Forster – Thomas Ignatius Maria Forster (1789–1860) – brytyjski ornitolog
- Förster – Arnold Förster (1810–1884)
- Förster – Friedrich Förster (1865–1918) – niemiecki entomolog-odonatolog
- Fourcroy, de Fourcroy – Antoine-François Fourcroy, Antoine François, comte de Fourcroy (1755–1809)
- Fourmanoir – Pierre Fourmanoir (ur. 1924)
- Fowler – Henry Weed Fowler (1879–1965)
- Fox – Wade Fox (1920–1964)
- Fraas – Eberhard Fraas (1862–1915)
- Fraguedakis-Tsolis – Stella Fraguedakis-Tsolis – grecka zoolog
- Franganillo-Balboa – Pelegrin Franganillo-Balboa (1873–1955)
- Franklin – James Franklin (c.1783–1834)
- Franzen – Jens Franzen (ur. 1937)
- Fraser – Louis Fraser (1810–1866)
- F.C. Fraser – Frederick Charles Fraser (1933–1960) – entomolog
- N.C. Fraser – Nicholas C. Fraser
- Fraser-Brunner – Alec Fraser-Brunner (1906–1986) – brytyjski ichtiolog
- Frech – Fritz Frech (1861–1917)
- Freyer – Christian Friedrich Freyer (1794–1885) – entomolog zajmujący się głównie motylami
- Friedmann – Herbert Friedmann (1900–1987)
- Fries – Bengt Fredrik Fries (1799–1839) – ichtiolog
- Frisch – Johann Leonhard Frisch (1666–1743) – niemiecki lingwista, entomolog i ornitolog
- Frivaldszky – Imre Frivaldszky (1799–1870)
- Frohawk – Frederick William Frohawk (1861–1946)
- Fruhstorfer – Hans Fruhstorfer (1866–1922)
- Fürbringer – Max Fürbringer (1846–1920)
- Fuessly, Füsslins – Johann Kaspar Füssli (1743–1786)

## G
- Gadow – Hans Friedrich Gadow (1855–1928)
- Gahan – Charles Joseph Gahan (1862–1939)
- Gaimard, Gaim. – Joseph Paul Gaimard (1796–1858)
- Galton – Francis Galton (1822–1911)
- P.M. Galton – Peter Galton (ur. 1942)
- Gambel – William Gambel (1823–1849)
- Gao – Keqin Gao (ur. 1955)
- Galvagni – Egon Galvagni (1874–1955)
- Garman – Samuel Garman (1846–1927)
- Garnot – Prosper Garnot (1794–1838)
- Garstang – Walter Garstang (1868–1949)
- Gaston – Robert Gaston (ur. 1967)
- Gasparini – Zulma Gasparini
- Gauthier – Jacques Gauthier (ur. 1948)
- Gegenbaur – Carl Gegenbaur, pisane również: Karl Gegenbaur (1825–1903)
- Gené – Giuseppe Gené (1800–1847)
- É.Geoffroy Saint-Hilaire – Étienne Geoffroy Saint-Hilaire (1772–1844)
- I.Geoffroy Saint-Hilaire – Isidore Geoffroy Saint-Hilaire (1805–1861)
- Georgi – Johann Gottlieb Georgi (1729–1802)
- Gerbe – Jean-Joseph Zéphirin Gerbe (1810–1890)
- Germar – Ernst Friedrich Germar (1786–1853)
- Gerstäcker – Carl Eduard Adolph Gerstäcker (1828–1895)
- Gertsch – Willis J. Gertsch (1906–1998)
- H.Gervais – Henri Gervais
- Gervais – Paul Gervais (1816–1879)
- Géry – Jacques Géry
- Geyer – Charles Andreas Geyer (1809–1853)
- Gidley – James Williams Gidley (1866–1931) – amerykański paleontolog
- Giebel – Christoph Gottfried Giebel (1820–1881)
- Giglioli – Enrico Hillyer Giglioli (1845–1909)
- Gilbert – Charles Henry Gilbert (1859–1928)
- Gilchrist – John Dow Fisher Gilchrist (1866–1926)
- Gill – Theodore Nicholas Gill (1837–1914)
- Gilliard – Ernest I. Thomas Gilliard (1912–1965) – ornitolog
- Gillette – David D. Gillette
- Gilmore – Charles Whitney Gilmore (1874–1945)
- Gingerich – Philip D. Gingerich
- Ginsburg – Isaac Ginsburg (1886–1975) – ichtiolog
- Girard – Charles Frédéric Girard (1822–1895)
- Giraud – Joseph Etienne Giraud (1808–1877)
- Gistel – Johannes von Nepomuk Franz Xaver Gistel (1809–1873) – niemiecki przyrodnik
- Glaessner – Martin Glaessner (1906–1989)
- Glanz – William E. Glanz
- Gloger – Constantin Wilhelm Lambert Gloger (1803–1863)
- Gmelin, Gm. – Johann Friedrich Gmelin (1748–1804)
- S.G. Gmelin – Samuel Gottlieb Gmelin (1744–1774) – niemiecki lekarz, botanik i podróżnik
- Godart – Jean Baptiste Godart (1775–1825)
- Godefroit – Pascal Godefroit
- Godman – Frederick DuCane Godman (1834–1919)
- Goeldi – Émil August Goeldi (1859–1917) – szwajcarsko-brazylijski zoolog
- Goeze – Johann August Ephraim Goeze (1731–1793)
- Göhlich – Ursula Bettina Göhlich
- Goldfuss – Georg August Goldfuss (1782–1848)
- Goldman – Edward Alphonso Goldman (1873–1946) – amerykański zoolog
- Goode – George Brown Goode (1851–1896)
- Goodrich – Edwin Stephen Goodrich (1868–1946)
- Gosline – William Alonzo Gosline (1915–2002) – amerykański ichtiolog
- Gosse – Philip Henry Gosse (1810–1888)
- Gould – John Gould (1804–1881) – ptaki i ssaki
- Gower – David J. Gower
- Grandidier, A.Grandidier – Alfred Grandidier (1836–1921) – francuski przyrodnik i podróżnik
- G. Grandidier – Guillaume Grandidier (1873–1957) – francuski geograf, etnolog i zoolog
- Granger – Walter Granger (1872–1941)
- Grant – Chapman Grant (1887–1983) – herpetolog
- Grant – Ulysses S. Grant IV (1893–1977) malakolog, paleontolog
- Gravenhorst – Johann Ludwig Christian Gravenhorst (1777–1857)
- G.R. Gray – George Robert Gray (1808–1872)
- J.E. Gray – John Edward Gray (1800–1875)
- Greenwood – Peter Humphry Greenwood (1927–1995) – brytyjski ichtiolog
- Grell – Karl Gottlieb Grell (1912–1994) – niemiecki zoolog
- Gregory – William K. Gregory (1876–1970)
- Griffith – Edward Griffith (1790–1858)
- Grinnell – Joseph Grinnell (1877–1939)
- Griscom – Ludlow Griscom (1890–1959)
- Grobben – Karl Grobben (1854–1945)
- Gronow – Laurence Theodore Gronow (fl. 1854)
- Grossu – Alexandru Vasile Grossu (ur. 1910)
- A. Grote, Grote – Augustus Radcliffe Grote (1841–1903) – entomolog
- H. Grote – Hermann Grote – ornitolog
- Grumm-Grzhimailo – G.E. Grumm-Grshimailo (1860–1936) – entomolog
- Guenee, Guenée – Achille Guenée (1809–1880)
- Guerin, Guérin-Méneville – Félix Édouard Guérin-Méneville (1799–1874)
- Guichenot – Alphone Guichenot (1809–1876) – ichtiolog, herpetolog
- Güldenstädt – Johann Anton Güldenstädt (1745–1781)
- Gunnerus (Gunner) – Johann Ernst Gunnerus (1718–1773)
- Gunter – Gordon P. Gunter (1909–1998)
- Güldenstädt – Johann Anton Güldenstädt (1745–1781)
- Günther – Albert C.L.G. Günther (1830–1914)
- Gurney – John Henry Gurney (1819–1890)
- J.H. Gurney Jr – John Henry Gurney Jr. (1848–1922)
- Gyldenstolpe – Nils Carl Gustaf Fersen Gyldenstolpe (1886–1961) – ornitolog
- Gyllenhal – Leonard Gyllenhaal (1752–1840)

## H
- Hablizl – Carl Ludwig Hablizl (1752–1821)
- Hadiaty – Renny Hadiaty
- Hadie – Wartono Hadie
- Haeckel – Ernst Haeckel (1834–1919)
- Hagen – Hermann August Hagen (1817–1893)
- Hahn – Carl Wilhelm Hahn (1786–1835)
- Haldeman – Samuel Stehman Haldeman (1812–1880)
- Haliday – Alexander Henry Haliday (1807–1870)
- Hallowell – Edward Hallowell (1808–1860)
- Hamilton, Hamilton-Buchanan – Francis Buchanan-Hamilton (1762–1829)
- Hammer – William Hammer
- Hampson – George Francis Hampson (1860–1936)
- Handlirsch – Anton Handlirsch (1865–1935)
- Hansemann – Johann Wilhelm Adolf Hansemann (1784–1862)
- Hansen – Hans Jacob Hansen (1855–1936) – stawonogi
- Harcourt – Edward William Vernon Harcourt (1825–1891)
- Hardwicke – Thomas Hardwicke (1755–1835)
- Harlan – Richard Harlan (1796–1843)
- Harper – Francis Harper (1886–1972)
- Harris, M. Harris – Moses Harris (1734–1785) – entomolog i grawer
- T.W. Harris – Thaddeus Williams Harris (1795–1856)
- Harrison – Colin James Oliver Harrison (1926–2003)
- Hartert – Ernst Hartert (1859–1933)
- Hartig – Theodor Hartig (1805–1880)
- Hartlaub – Gustav Hartlaub (1814–1900)
- Hartmann – Johann Daniel Wilhelm Hartmann (1793–1862) – niemiecki malakolog
- Hatcher – John Bell Hatcher (1861–1904)
- Hatschek – Berthold Hatschek (1854–1941)
- Haubold – Hartmut Haubold
- Haworth – Adrian Hardy Haworth (1767–1833)
- Hay – Oliver Perry Hay (1846–1940)
- Hay – William Perry Hay (1872–1947)
- Head – Jason J. Head
- Heaney – Lawrence Richard Heaney
- Heck – Lutz Heck
- Heckel – Johann Jakob Heckel (1790–1857)
- Heemstra – Phillip C. Heemstra
- Heim de Balsac – Raymond Heim de Balsac (1903–1972)
- Heine Sr. – Ferdinand Heine (1809–1894) – niemiecki ornitolog
- Heine Jr. – Ferdinand Heine (1840–1920) – niemiecki ornitolog
- Heinroth – Oskar Heinroth (1871–1945)
- K.M. Helgen – Kristofer Michael Helgen (ur. 1980), amerykański teriolog
- L.E. Helgen – Lauren E. Helgen (ur. 1981), amerykański teriolożka
- Heller – Edmund Heller (1875–1939) – amerykański zoolog
- Hellén – Wolter Edward Hellén (1890–1979)
- Hellmayr – Carl Eduard Hellmayr (1878–1944)
- Hemprich – Wilhelm Hemprich (1796–1825)
- Hennig – Willi Hennig (1913–1976)
- Henle – Friedrich Gustav Jakob Henle (1809–1885)
- Henshaw – Henry Wetherbee Henshaw (1850–1930)
- Hentz – Nicholas Marcellus Hentz (1797–1856)
- Heptner – Władimir Georgiewicz Heptner (1901–1975)
- Herbst – Johann Friedrich Wilhelm Herbst (1743–1807)
- Herdman – William Abbott Herdman (1858–1924)
- Hering – Erich Martin Hering (1893–1967)
- Hermann – Johann Hermann (1738–1800)
- Herre – Albert William Christian Theodore Herre (1869–1962)
- Herrich-Schäffer – Gottlieb August Wilhelm Herrich-Schäffer (1799–1874)
- Hertlein – Leo George Hertlein (1898–1972) – malakolog i paleontolog
- Heude – Pierre Marie Heude (1836–1902)
- Heuglin – Theodor von Heuglin (1824–1876)
- Hewitson – William Chapman Hewitson (1806–1878)
- Heymons – Richard Heymons (1867–1943)
- Hildebrand – Samuel Frederick Hildebrand (1883–1949)
- Hilgendorf – Franz Martin Hilgendorf (1839–1904)
- Hilsenberg – Carl Theodor Hilsenberg (1802–1824)
- Hill – Richard Hill (1795–1872) – jamajski biolog, zoolog
- Hinton – Martin Hinton (1883–1961)
- Hirohito – Hirohito (1901–1989)
- Hiyama – Yoshio Hiyama (ur. 1909)
- Hodgson – Brian Houghton Hodgson (1800–1894)
- Hoedeman – Jacobus Johannes Hoedeman (1917–1982) – duński ichtiolog
- Hoese – Douglass F. Hoese
- Hoeven – Jan van der Hoeven (1801–1868) – holenderski zoolog
- Hoffmannsegg – Johann Centurius Hoffmannsegg (1766–1849)
- Hoffstetter – Robert Hoffstetter
- Holbrook – John Edwards Holbrook (1794–1871)
- Holland – William Jacob Holland (1848–1932)
- Hollister – Ned Hollister (1876–1924) – amerykański naturalista
- Holmberg – Eduardo Ladislao Holmberg (1852–1937)
- Holmgren – August Emil Holmgren (1829–1888)
- Holt – Ernest William Lyons Holt (1864–1922) – angielski przyrodnik i biolog morski (badał gł. ryby)
- Holthuis – Lipke Holthuis (ur. 1921)
- Holtz – Thomas R. Holtz Jr. (ur. 1964)
- Hombron – Jacques Bernard Hombron (1798–1852)
- Hora – Sunder Lal Hora (1896–1955) – hinduski ichtiolog
- Horner – Jack Horner (ur. 1946)
- Horsfield – Thomas Horsfield (1773–1859)
- Hose – Charles Hose (1863–1929)
- Houttuyn – Martinus Houttuyn (1720–1798)
- Howard – Hildegarde Howard (1901–1998)
- Howell – Kim M. Howell współczesny tanzański zoolog z University of Dar es Salaam
- A.H. Howell – Arthur H. Howell (1872–1940)
- Hoyle – William Evans Hoyle (1855–1926)
- Hu – Hu Yaoming
- Hübner – Jacob Hübner (1761–1826)
- Hubbs – Carl Leavitt Hubbs (1894–1979)
- Hubrecht – Ambrosius Arnold Willem Hubrecht (1853–1915)
- Huene, von Huene – Friedrich von Huene (1875–1969)
- Huet – Joseph Huet (1827–1903) francuski mammolog i taksydermista
- Hulke – John Whitaker Hulke (1830–1895)
- Hume – Allan Octavian Hume (1829–1912)
- Humboldt – Alexander von Humboldt (1769–1859)
- Humphrey – Philip Strong Humphrey (ur. 1926)
- Hunt – Adrian Hunt
- Hurum – Jørn Hurum (ur. 1967)
- Husson – Antonius Maria Husson (1913–1987)
- Hutt – Steve Hutt
- Hutterer – Rainer Hutterer (American Museum of Natural History; oraz Zoologisches Forschungsmuseum Alexander Koenig, Bonn)
- Hutton – Frederick Wollaston Hutton (1836–1905) angielski geolog i zoolog
- J.S. Huxley – Julian Sorell Huxley (1887–1975) – biolog i humanista
- T.H. Huxley – Thomas Henry Huxley (1825–1895) – zoolog i paleontolog
- Hwang – Sunny H. Hwang

## I
- Ida – Hitoshi Ida (ur. 1940)
- Iredale – Tom Iredale (1880–1972)
- Irmis – Randall Irmis
- Illiger – Johann Karl Wilhelm Illiger (1775–1813)
- Ivantsoff – Walter Ivantsoff
- Ivie – Michael A. Ivie
- Iwai – Tamotsu Iwai
- Ihering – Hermann von Ihering (1850–1930)
- Ihering – Rodolpho von Ihering (1883–1939)
- Isbrücker – Isaäc Isbrücker (1944–), duński ichtiolog

## J
- Jacobs – Jean-Charles Jacobs (1821–1907)
- Jacquin – Nicolaus Joseph von Jacquin (1727–1817)
- Jacquinot – Honoré Jacquinot (1815–1887)
- Jaekel – Otto Jaekel
- Jain – Sohan Lal Jain
- Jakowlew – Aleksandr Jakowlew (1863–1909)
- Jameson – Robert Jameson (1774–1854)
- Janensch – Werner Janensch (1878–1969)
- Janson – Oliver Erichson Janson (1850–1926)
- Jardine – William Jardine (1800–1874)
- Jebb – Matthew H.P. Jebb
- Jeffreys – John Gwyn Jeffreys (1809–1885) – brytyjski malakolog
- Jeitteles – Ludwig Heinrich Jeitteles (1830–1883)
- Jenkins – James Travis Jenkins (1876–1959)
- A.P. Jenkins – Aaron Peter Jenkins
- P.D. Jenkins – Paulina D. Jenkins (ur. 1945), brytyjska teriolożka
- Jensen – James Jensen
- Jentink – Fredericus Anne Jentink (1884–1913) holenderski zoolog
- Jenyns – Leonard Jenyns, Leonard Blomefield (1800–1893) – w 1871 L. Jenyns zmienił nazwisko na Blomefield
- Jerdon – Thomas Caverhill Jerdon (1811–1872)
- Q. Ji – Ji Qiang
- S. Ji – Ji Shu’an
- Jiménez de la Espada – Marcos Jiménez de la Espada (1831–1898)
- Jocqué – Rudy Jocqué
- Jones – Santhabpan Jones
- Johnson G.D. – G. David Johnson
- Johnson – James Yate Johnson (1820–1900)
- Jordan, D.S. Jordan – David Starr Jordan (1851–1931) – ichtiolog
- K. Jordan – Karl Jordan (1861–1959) – entomolog
- Jouanin – Christian Jouanin

## K
- Kaliba – Potiphar Kaliba – współczesny
- Karsch – Friedrich Karsch
- Kaschkarow – Daniił Kaszkarow (1878–1941) rosyjski zoolog
- Katayama – Masao Katayama (ur. 1912)
- Kaup – Johann Jakob Kaup (1803–1873)
- Kauri – Hans Kauri (1906–1999) – estoński zoolog, arachnolog
- Keferstein – Wilhelm Moritz Keferstein (1833–1870)
- Kelaart – Edward Frederick Kelaart (1819–1860)
- Kellner – Alexander Wilhelm Armin Kellner (ur. 1961)
- Kennedy – Clarence Hamilton Kennedy (1879–1952)
- Kennicott – Robert Kennicott (1835–1866)
- Kerr – Robert Kerr (1755–1813)
- Kessler – Karl Fedorovich Kessler (1815–1881)
- Keulemans – John Gerrard Keulemans (1842–1912)
- Keyserling (Keys.) – Alexander Keyserling (1815–1891)
- Kielan-Jaworowska – Zofia Kielan-Jaworowska (1925–2015)
- King – Philip Parker King (1793–1856)
- Kinnear – Norman Boyd Kinnear (1882–1957)
- Kirby – William Kirby (1759–1850) – entomolog
- W.F. Kirby – William Forsell Kirby (1844–1912) – entomolog i folklorysta
- Kirkaldy – George Willis Kirkaldy
- Kirkland – James Kirkland (ur. 1954)
- Kirtland (Kirt.) – Jared Potter Kirtland (1793–1877)
- Kittlitz – Heinrich von Kittlitz (1799–1874)
- J.T. Klein – Jakob Theodor Klein (1685–1759)
- O. Kleinschmidt – Otto Kleinschmidt (1870–1954)
- Kloss – Cecil Boden Kloss (1877–1949)
- Klotzsch – Johann Friedrich Klotzsch (1805–1860)
- Klug – Johann Christoph Friedrich Klug (1775–1856)
- Kluk – Jan Krzysztof Kluk (1739–1796) – polski ornitolog
- Klunzinger – Carl Benjamin Klunzinger (1834–1914) – niemiecki zoolog
- Kner – Rudolf Kner (1810–1868)
- Knoch – August Wilhelm Knoch (1742–1818)
- Kobayashi – Yoshitsugu Kobayashi
- C.L. Koch – Carl Ludwig Koch (1778–1857) (ojciec)
- L. Koch – Ludwig Carl Christian Koch (1825–1908) (syn)
- Koelz – Walter Norman Koelz (1895–1989)
- Koenig – Alexander Ferdinand Koenig (1858–1940) – niemiecki zoolog i naturalista
- Kolbe – Hermann Julius Kolbe (1855–1939)
- Kollar – Vincenz Kollar (1797–1860)
- Konings – Ad Konings (ur. 1956)
- Konow – Friedrich Wilhelm Konow (1842–1908)
- Kotlyar – Aleksandr Kotlar
- Kottelat – Maurice Kottelat (ur. 1957) szwedzki ichtiolog
- Kotthaus – Adolf Kotthaus
- Kölliker – Rudolph Albert von Kölliker (1817–1905)
- Kraglievich – Lucas Kraglievich
- Kraatz – Gustav Kraatz (1831–1909)
- Krauss – Friedrich von Krauss (1812–1890) – mineralog, zoolog i filozof
- H.A. Krauss – Hermann August Krauss (1848–1939) – entomolog
- Krabbe – Niels Krabbe (ur. 1951)
- Kratochvíl – Josef Kratochvíl (1909–1992) – czeski zoolog
- Krefft – Johann Ludwig Gerard Krefft (1830–1881)
- Kretzoi – Miklós Kretzoi (1907–2005) – węgierski paleontolog
- Kriechbaumer – Joseph Kriechbaumer (1819–1902)
- Krohn – August David Krohn (1803–1891)
- Ksepka – Daniel T. Ksepka
- Kuhl – Heinrich Kuhl (1797–1821)
- Kuhn – Oskar Kuhn
- Kuiter – Rudolf Herman Kuiter (ur. 1943)
- Kulczynski – Władysław Kulczyński (Wladislaus Kulczynski)
- Kullander – Sven Oscar Kullander (ur. 1952) – szwedzki ichtiolog
- Kuntner – Matjaž Kuntner
- Kuroda – Nagamichi Kuroda (1889–1978)
- Kury Adriano B. Kury (ur. 1962) – brazylijski arachnolog
- Kurzanov – Siergiej Kurzanow
- Küster – Heinrich Carl Küster (1807–1876) – niemiecki malakolog i entomolog

## L
- Labillardière – Jacques Labillardière (1755–1834)
- Lacépede (de la Cépède, Lacepède) – Bernard Germain de Lacépède (1756–1825)
- Lacordaire – Jean Theodore Lacordaire (1801–1870)
- Ladiges – Werner Ladiges (1910–1984)
- Lafresnaye – Frédéric de Lafresnaye (1783–1861)
- Lahille – Fernando Lahille (1861–1940)
- Laicharting – Johann Nepomuk von Laicharting (1754–1797)
- Lamarck – Jean-Baptiste de Lamarck (1744–1829)
- Lamanna – Matthew Lamanna
- Lambe – Lawrence Lambe (1863–1919)
- Lambrecht – Kálmán Lambrecht
- Lameere – Auguste Lameere (1864–1942)
- Landbeck – Christian Ludwig Landbeck (1807–1890)
- Langer – Max Langer
- Langguth – Alfredo Langguth (Dept. Zoologia Vertebrados, Facultad Humanidades y Ciencias, Montevideo-Uruguay)
- Langston – Wann Langston Jr. (ur. 1921)
- Lankester – Ray Lankester
- Lapparent, de Lapparent – Albert-Félix de Lapparent (1905–1975)
- Larson – Helen K. Larson
- Larsson – Hans C.E. Larsson
- Lataste – Fernand Lataste (1847–1934)
- Latham – John Latham (1740–1837)
- Latreille – Pierre-André Latreille (1762–1833)
- Laurent Michèle de Saint Laurent (1926–2003) – francuski karcynolog
- Laurenti – Joseph Nicolai Laurenti (1735–1805)
- Laurillard – Charles Léopold Laurillard (1783–1853)
- Lavocat – René Lavocat
- Lawrence – Barbara Lawrence Schevill (1909–1997) amerykańska zoolog, archeozoolog
- Lawrence – George Newbold Lawrence (1806–1895)
- Lavrov – Leonid Ławrow (1911–1992) rosyjski zoolog, specjalista z zakresu bobrów
- Laxmann – Erich Laxmann (1737–1796)
- Layard – Edgar Leopold Layard (1824–1900)
- LeConte – John Lawrence LeConte (1825–1883)
- W.E. Leach – William Elford Leach (1790–1836) – biolog morski
- E.S. Leach – Edwin S. Leach (1878–1971)
- Lee – Yuong-Nam Lee
- Lee – Michael S.Y. Lee
- Leech – John Henry Leech (1862–1900)
- Legge – William Vincent Legge (1841–1918) – australijski ornitolog
- Lehtinen – Pekka T. Lehtinen
- Leidy – Joseph Leidy (1823–1891)
- Leisler – Johann Philipp Achilles Leisler (1771–1813)
- Le Leouff – Jean Le Leouff
- Lembeye – Juan Lembeye (1816–1889)
- Lendzion – Kazimiera Lendzion
- Lepekhin (Lepech.) – Iwan Lepiochin (1740–1802)
- Lepeletier – Amédée Louis Michel Lepeletier (1770–1845)
- Lesson – René Primevère Lesson (1794–1849)
- Lessona – Michele Lessona (1823–1894)
- Le Souef – William Henry Dudley Le Souef (1856–1923)
- Lesueur – Charles Alexandre Lesueur (1778–1846)
- Leuckart – Friedrich Sigismund Leuckart (1794–1843)
- Leuckart – Rudolph Leuckart (1822–1898)
- Leussler – R.A. Leussler
- C.K. (także C.-K lub C.) Li – Li Chuankui
- D.Q. (także D.-Q. lub D.) Li – Li Daqing
- P.P.Li (also P.-P.Li or P.Li) – Li Pipeng
- Lichtenstein – Martin Lichtenstein (1780–1867)
- Lilljeborg – Wilhelm Lilljeborg (1816–1908)
- Lin – Lin Shu-Yen, chiński zoolog
- Linck – Johann Heinrich Linck (ojciec) (1674–1734)
- Linck – Johann Heinrich Linck (syn) (1734–1807), ichtiolog
- Link – Johann Heinrich Friedrich Link (1767–1850)
- Linnaeus (L.) – Carolus Linnaeus (1707–1778)
- Linsley – Earle Gorton Linsley (1910–2000)
- Lintner – Joseph Albert Lintner (1822–1898)
- Loche – Victor Loche (1806–1863)
- Lönnberg – Einar Lönnberg (1864–1942)
- Lorenz – Theodore K. Lorenz (1842–1911(09?)) – niemiecki ornitolog. Działał w Rosji. Badał Tetraonidae i Phasianidae.
- P. Lowe – Percy Lowe (1870–1948) – ornitolog
- R.T. Lowe – Richard Thomas Lowe (1802–1874) – botanik, ichtiolog i malakolog
- Lü – Lü Junchang (ur. 1965)
- Lubbock – John Lubbock (1834–1913)
- Lucas – Hippolyte Lucas (1814–1899) – entomolog
- F.A. Lucas – Frederic Augustus Lucas (1852–1929) – zoolog, ornitolog, dyrektor Amerykańskiego Muzeum Historii Naturalnej
- S.G. Lucas – Spencer G. Lucas – paleontolog
- Lull – Richard Swann Lull (1867–1957)
- Lund – Peter Wilhelm Lund (1801–1880)
- Luo – Zhe-Xi Luo (ur. 1958)
- Lupu – Dochița Lupu – współczesny malakolog
- Lütken – Christian Frederik Lütken (1827–1901)
- Lydekker – Richard Lydekker (1849–1915)
- Lyon – Marcus Ward Lyon (1875–1942)

## M
- Mabile – Jules François Mabille (1831–1904)
- Macleay – Alexander Macleay (1767–1848) – brytyjski entomolog
- MacGillivray – William MacGillivray (1796–1852) – szkocki naturalista i ornitolog
- Makela – Robert Makela
- Makovicky – Peter Makovicky
- Malaise – René Malaise (1892–1978)
- Maleev – Jewgienij Malejew (1915–1966)
- Malm – August Wilhelm Malm (1821–1882), szwedzki zoolog
- Mannerheim – Carl Gustaf Mannerheim (1797–1854) – chrząszcze
- Mantell – Gideon Mantell (1790–1852)
- Marcus – Ernst Marcus (1856–1928)
- Mares – Michael A. Mares (1945 –)
- Marinescu – Florian Marinescu
- Marples – Brian J. Marples
- Marsh – Othniel Charles Marsh (1831–1899)
- Marsham – Thomas Marsham (1747/8–1819) – angielski entomolog
- Marhsall – Thomas Ansell Marshall (1827–1903)
- Martens – Carl Eduard von Martens (1831–1904) – niemiecki zoolog
- Martill – David Martill
- Martin – William Charles Linnaeus Martin (1798–1864) – przyrodnik
- C. Martin – Claro Martin
- Martinez – Ruben D. Martinez
- Martinez – Ricardo N. Martínez
- Marven – Nigel Marven
- Maryanska – Teresa Maryańska
- Maskell – William Miles Maskell (1839–1898)
- Massy – Anne Letitia Massy
- Mateus – Octávio Mateus
- Mathews – Gregory Macalister Mathews (1876–1949), australijski ornitolog amator
- Matley – Charles Alfred Matley (ur. 1866)
- Matschie – Paul Matschie (1861–1926)
- Matsubara – Kiyomatsu Matsubara (1907–1968)
- Matsumura – Shonen Matsumura (1872–1960)
- Matsuura – Keiichi Matsuura
- Matthew – William Diller Matthew (1871–1930)
- Mayr – Ernst Mayr (1904–2005) – ewolucjonista, ornitolog i przyrodnik
- G. Mayr – Gerald Mayr – ornitolog i paleontolog
- Mazibuko – Lovemore Mazibuko – współczesny
- McAreavey – John Joseph McAreavey (1915–1975) myrmekolog
- McClelland – John McClelland (1805–1875)
- McCulloch – Alan Riverstone McCulloch (1885–1925)
- McLachlan – Robert McLachlan (1837–1904)
- Meade-Waldo – Edmund Meade-Waldo (1855–1934)
- Mearns – Edgar Alexander Mearns (1856–1916)
- Meek – Seth Eugene Meek (1859–1914) – amerykański ichtiolog i herpetolog
- Meek – Fielding Bradford Meek (1817–1876) – amerykański geolog i paleontolog
- Meguro – Katsusuke Meguro
- Méhely – Lajos Méhely (1862–1946)
- Meigen – Johann Wilhelm Meigen (1764–1845)
- Meinertzhagen – Richard Meinertzhagen (1878–1967)
- Meinken – Hermann Meinken (1896–1976)
- Meise – Wilhelm Meise (1901–2002)
- Mello-Leitão – Cândido Firmino de Mello-Leitão (1886–1948)
- Menezes – Naercio Aquino de Menezes (ur. 1937)
- Ménétries – Édouard Ménétries (1802–1861)
- Menke – Carl Theodor Menke (1791–1861) – niemiecki botanik i malakolog
- Merrem – Blasius Merrem (1761–1824)
- Merriam – Clinton Hart Merriam (1855–1942)
- Mertens – Robert Mertens (1894–1975) – niemiecki herpetolog
- Metschnikoff – Ilja Miecznikow (1845–1916)
- Meves – Friedrich Wilhelm Meves (1814–1891) – niemiecki zoolog, kurator w Riksmuseet w Sztokholmie w latach 1841–1877
- Meyen – Franz Meyen (1804–1840)
- Meyer, von Meyer – Christian Erich Hermann von Meyer (1801–1869) – paleontolog
- A.B. Meyer – Adolf Bernhard Meyer (1840–1911) – antropolog, ornitolog i entomolog
- F.A. Meyer, F.A.A. Meyer – Friedrich Albrecht Anton Meyer (1768–1795) – ornitolog, przyrodnik, naczelne
- Meyer de Schauensee – Rodolphe Meyer de Schauensee (1901–1984)
- Meyrick – Edward Meyrick (1854–1938)
- Michener – Charles Duncan Michener (ur. 1918)
- Michahelles – Karl Michahelles (1807–1834) – niemiecki zoolog i lekarz
- Middendorf, Midd. – Alexander von Middendorff (1815–1894)
- Midgley – Steven Hamar Midgley
- Mikan – Johann Christian Mikan (1769–1844)
- C.A. Miles – Clifford Miles
- C.J. Miles – Clark Miles
- Miller – Gerrit Smith Miller (1869–1956) – ssaki
- Miller – John Samuel Miller (1779–1830) – liliowce
- A.H. Miller – Alden H. Miller
- J.F. Miller – John Frederick Miller (1759–1796) – ilustrator
- J.S. Miller – John Samuel Miller (1779–1830)
- L.H. Miller – Loye H. Miller – paleontolog
- R.R. Miller – Robert Rush Miller (1916–2003) – ichtiolog
- Millet – Pierre-Aimé Millet (1783–1873)
- Milne-Edwards – Henri Milne-Edwards (1800–1885) – ssaki i skorupiaki
- A. Milne-Edwards – Alphonse Milne-Edwards (1835–1900) – ptaki
- Milner – Angela C. Milner
- Miranda-Ribeiro – Alípio de Miranda Ribeiro (1874–1939)
- P. Miranda-Ribeiro – Paulo de Miranda Ribeiro (1901–1965)
- Mishima – Toji Mishima – japoński ornitolog
- Mitchell – Thomas Mitchell (1792–1855)
- Mitchill – Samuel Latham Mitchill (1764–1831)
- Mitra – Tridib Ranjan Mitra
- Mivart – St. George Jackson Mivart (1827–1900) – angielski biolog
- Mizuno – Nobuhiko Mizuno
- Mochizuki – Kenji Mochizuki
- Mocquard – François Mocquard (1834–1917) – francuski herpetolog
- Mocsáry – Alexander Mocsáry (1841–1915)
- Mohr – Erna Mohr (1894–1968)
- Molina – Juan Ignacio Molina (1740–1829)
- Molnar – Ralph Molnar
- Mondolfi – Edgardo Mondolfi (1918–1999)
- Mones – Álvaro Mones wsp.urugwajski zoolog i paleontolog
- Montagu – George Montagu (1753–1815)
- Moore – Frederic Moore (1830–1907) – entomolog (motyle)
- J.C. Moore – Joseph Curtis Moore (1914–1995) – gryzonie
- J.P. Moore – John Percy Moore (1869–1965) – amerykański zoolog
- Morelet – Pierre Marie Arthur Morelet (1809 – 1892) – francuski malakolog
- Mori – Tamezo Mori (?–1940)
- Moreno – Francisco „Perito” Moreno (1852–1919)
- Morley – Claude Morley (1874–1951)
- Morrison-Scott – Terence Morrison-Scott
- Morrow – James Edwin Morrow Jr. (ur. 1918)
- Morse – Albert Pitts Morse (1863–1936) – amerykański entomolog
- Morse – Edward S. Morse (1838–1925) – amerykański zoolog
- Morse – M. Patricia Morse (ur. 1938) – amerykańska malakolog
- Morse – Roger Morse (1927–2000) – amerykański biolog
- Mortensen – Ole Theodor Jensen Mortensen (1868–1952)
- Motschulsky – Wiktor Moczulski (1810–1871)
- Mourer-Chauviré – Cécile Mourer-Chauviré
- Moyer – Jack T. Moyer (1929–2004)
- Muche – Werner Heinz Muche (1911–1987)
- Müller – zobacz też: Statius Müller (1725–1776)
- Müller – Johannes Peter Müller (1801–1858) – ichtiolog
- O.F. Müller – Otto Friedrich Müller (1730–1784) – przyrodnik, entomolog, fauna Skandynawii
- S. Müller – Salomon Müller (1804–1864) – przyrodnik, fauna Indonezji
- Mulsant – Étienne Mulsant (1797–1880)
- Munday – Philip L. Munday
- Murphy – Robert Cushman Murphy (1887–1973)
- Murray – James A. Murray – przyrodnik, fauna i flora Pakistanu, Indii i Cejlonu.
- Muttkowski – Richard Anthony Muttkowski (ur. 1887)
- Myers – George Sprague Myers (1905–1985) – ichtiolog

## N
- Nabokov – Vladimir Nabokov (1899–1977) – entomolog, znany bardziej jako pisarz
- Naef – Adolf Naef (1883–1949)
- Nagao – Takumi Nagao
- Naish – Darren Naish (ur. 1975)
- Nalbant – Teodor T. Nalbant (1933–) rumuński ichtiolog
- Nardo – Giovanni Domenico Nardo (1802–1877) – przyrodnik
- J.F. Naumann – Johann Friedrich Naumann (1780–1857)
- Natterer – Johann Natterer (1787–1843)
- Navás – R.P. Longinos Navás (1858–1938)
- Needham – James George Needham (1868–1957) – amerykański entomolog
- Nehring – Alfred Nehring (1845–1904)
- Nelson – Edward William Nelson (1855–1934)
- Nelson – Joseph S. Nelson (1937–2011) – kanadyjski ichtiolog
- Nesbitt – Sterling Nesbitt (ur. 1982)
- Nessov – Lew Nessow (1947–1995)
- Neumann – Oscar Rudolph Neumann (1867–1946)
- Neumoegen – Berthold Neumoegen (zm. 1895)
- Newell – Norman Dennis Newell (1909–2005) – amerykański paleontolog i paleoekolog
- Newman – Edward Newman (1801–1876)
- A. Newton – Alfred Newton (1829–1907)
- E. Newton – Edward Newton (1832–1897)
- Nicholls – Elizabeth Nicholls (zm. 2004)
- Nichols – Albert Russell Nichols (1859–1933)
- Nichols – John Treadwell Nichols (1883–1958)
- Niedźwiedzki – Grzegorz Niedźwiedzki (ur. 1980)
- Nielsen – Cesare Nielsen (1898–1984)
- Niesiołowski – Stefan Niesiołowski (ur. 1944)
- Nijssen – Han Nijssen, duński ichtiolog
- Nikolskii – Aleksandr Nikolski (1858–1942)
- Nilsson – Sven Nilsson (1787–1883)
- Nitsche – Heinrich Nitsche (1845–1902)
- Nitzsch – Christian Ludwig Nitzsch (1782–1837) – niemiecki zoolog
- Noble – Gladwyn Kingsley Noble (1894–1940)
- Nopcsa – Franz Nopcsa von Felső-Szilvás (1877–1933)
- Nordmann – Alexander von Nordmann (1803–1866)
- Norell – Mark Norell (ur. 1957)
- Norman – John Roxborough Norman (1899–1944)
- D. Norman – David B. Norman (ur. 1952)
- North – Alfred John North (1855–1917)
- Novas – Fernando Emilio Novas
- Nowinski – Aleksander Nowiński
- Nuttall – Thomas Nuttall (1786–1859)
- Nylander – William Nylander (1822–1899)

## O
- Oates – Eugene William Oates (1845–1911)
- Oberholser – Harry Church Oberholser (1870–1963)
- Oberthür – Charles Oberthür (1845–1924)
- Ochiai – Akira Ochiai (ur. 1923)
- Ogilby – William Ogilby (1808–1873)
- J.D. Ogilby – James Douglas Ogilby (1853–1925)
- Ogilvie-Grant – William Robert Ogilvie-Grant (1863–1924)
- Ognev – Siergiej Ogniow (1886–1951)
- Oguma – Mamoru Oguma (1885–1971)
- Ojasti – Juhani Ojasti
- Okamoto – Makoto Okamoto
- Oken – Lorenz Oken (1779–1851)
- Okumura – Teiichi Okumura
- Olfers – Ignaz von Olfers (1793–1872)
- Olimpio – José Olimpio
- Oliver – Michael K. Oliver (1950–) – amerykański ichtiolog
- Oliver – Walter Oliver (1883–1957)
- Olivi – Giuseppe Olivi (1769–1795)
- Olivier – Guillaume-Antoine Olivier (1756–1814)
- Olphe-Galliard – Victor Aime Leon Olphe-Galliard (1825–1893)
- Olson – Storrs Olson
- Ondrias – John C. Ondrias – współczesny grecki zoolog
- Oppel – Nicolaus Michael Oppel (1782–1820)
- Ord – George Ord (1781–1866)
- Osbeck – Pehr Osbeck (1723–1805)
- Osborn – Henry Fairfield Osborn (1857–1935)
- Osgood – Wilfred Hudson Osgood (1875–1947)
- Osi – Attila Ősi
- Osmólska – Halszka Osmólska (1930–2008)
- Ostrom – John Ostrom (1928–2005)
- Oudemans – Antoon Cornelis Oudemans (1858–1943)
- Oustalet – Emile Oustalet (1844–1905)
- Owen – Richard Owen (1804–1892)

## P
- Packard – Alpheus Spring Packard (1839–1905)
- Padian – Kevin Padian (ur. 1951)
- Pallas – Peter Simon Pallas (1741–1811)
- Palmer – Theodore Sherman Palmer (1868–1955)
- Panzer – Georg Wolfgang Franz Panzer (1755–1829)
- Parenti – Lynne R. Parenti
- Parker – Shane A. Parker (1943–1992) – brytyjski ornitolog, związany z Australią.
- Parks – William Parks (1868–1939)
- Parr – Albert Eide Parr (1901–1991) – ichtiolog
- Parrot – Carl Parrot (1867–?) – ornitolog
- Patzner – Robert A. Patzner
- Paul – Gregory Paul (ur. 1954)
- Pavlinov – Igor Pawlinow – (ur. 1950) rosyjski zoolog (Muzeum Zoologiczne Uniwersytetu im. M. Łomonosowa)
- Paykull – Gustaf von Paykull (1757–1826)
- Peale – Titian Ramsay Peale (1799–1885)
- Pearson – Oliver Paynie Pearson (1915–2003)
- Pelzeln – August von Pelzeln (1825–1891)
- Pellegrin – Jacques Pellegrin (1873–1944)
- T.E. Penard – Thomas E. Penard (1878–1936)
- Pennant – Thomas Pennant (1726–1798)
- Penney – David Penney
- M.L. Penrith – Mary Louise Penrith (ur. 1942)
- Pereda-Suberbiola – Xabier Pereda–Suberbiola
- Perez-Moreno – Bernardino P. Pérez Moreno
- Perle – Altangerel Perle (ur. 1945)
- Péron – François Péron (1775–1810)
- Perty – Joseph Anton Maximillian Perty (1804–1884)
- Peters D. – David Peters
- Peters D.S. – Dieter Stefan Peters – paleontolog
- Peters J.L. – James Lee Peters (1889–1952) – amerykański ornitolog i zoolog
- Peters W. – Wilhelm Peters, Wilhelm Karl Hartwig Peters (1815–1883) – niemiecki zoolog
- Peterhans – Julian Kerbis Peterhans – współczesny
- Petrunkevitch – Aleksander Pietrunkiewicz (1875–1964)
- Pfeffer – Georg Johann Pfeffer (1854–1931) – niemiecki zoolog
- Philippi – Rodolfo Amando Philippi (1808–1904)
- Phillips – John Phillips (1800–1874)
- Phipps – Constantine John Phipps (1744–1792) – angielski podróżnik, oficer Royal Navy
- Pic – Maurice Pic (1866–1957)
- Pickard-Cambridge – Octavius Pickard-Cambridge (1828–1917)
- Pietsch – Theodore W. Pietsch
- Pilsbry – Henry Augustus Pilsbry (1862–1957)
- Platnick – Norman I. Platnick
- Pleske – Theodor Pleske (1858–1913) – rosyjski ornitolog, członek Rosyjskiej Akademii Nauk w Petersburgu.
- Pliginskij – Władimir Grigorjewicz Pliginski (1884–?) – rosyjski entomolog
- Pocock – Reginald Innes Pocock (1863–1947)
- Poda – Nikolaus Poda von Neuhaus (1723–1798)
- Poey – Felipe Poey (1799–1891)
- Poeppig – Eduard Friedrich Poeppig (1798–1868)
- Pol – Diego Pol
- Poll – Max Poll (1908–1991) – belgijski ichtiolog
- Pollonera – Carlo Pollonera (1849–1923)
- Pomel – Auguste Pomel (1821–1898)
- Pompeckj – Josef Felix Pompeckj (1867–1930)
- Pontoppidan – Erik Pontoppidan (1698–1764)
- Pope – Clifford Hillhouse Pope (1899–1974)
- Potts – Thomas Henry Potts (1824–1888)
- Pouyaud – Laurent Pouyaud
- Powell – Jaime Eduardo Powell
- Prell – Heinrich Prell (1888–1962)
- Prévost – Florent Prévost
- Pruvot-Fol – Alice Pruvot-Fol (1873–1972)
- Przewalski – Nikołaj Przewalski (1839–1888)
- Pucheran – Jacques Pucheran (1817–1894)
- Purcell – William Frederick Purcell (1866–1919)

## Q
- Quatrefages – Jean Louis Armand de Quatrefages de Bréau (1810–1892)
- Quoy – Jean René Constant Quoy (1790–1869)

## R
- Raath – Michael A. Raath
- Rachmatika – Ike Rachmatika
- Rackett – Thomas Rackett (1757–1841)
- Radcliffe – Lewis Radcliffe (1880–1950)
- Radde – Gustav Radde (1831–1903)
- Rafinesque – Constantine Samuel Rafinesque (1783–1840)
- Raffles – Thomas Stamford Raffles (1781–1826)
- Railliet – Louis-Joseph Alcide Railliet (1852–1930)
- Rainbow – William Joseph Rainbow (1856–1919)
- Rajasuriya – Arjan Rajasuriya
- Rambur (Ramb.) – Jules Pierre Rambur (1808–1870)
- Ramme – Willy Adolf Theodor Ramme (1887–1953) – niemiecki entomolog
- Ramos – Robson Tamar da Costa Ramos
- E.P. Ramsay – Edward Pierson Ramsay (1842–1916)
- Rand – Austin L. Rand (1905–1982)
- Randall – John E. Randall (ur. 1924)
- Ranzani – Camillo Ranzani (1775–1841) – włoski naturalista
- Rasmussen – Pamela C. Rasmussen (ur. 1959), amerykańska ornitolożka
- Rathbun – Mary Rathbun (1860–1943)
- Rathke – Martin Rathke (1793–1860)
- Ratzeburg – Julius Theodor Christian Ratzeburg (1801–1871)
- Rauhut – Oliver Rauhut
- Razoumowsky – Grigorij Razumowski (1759–1837)
- Reakirt – Tryon Reakirt
- Reeve – Lovell Augustus Reeve (1814–1865) – angielski malakolog
- Regan – Charles Tate Regan (1878–1943)
- Regel – Eduard August von Regel (1815–1892)
- Régimbart – M. Régimbart
- C. Reichenbach – Carl Reichenbach (1788–1869)
- L. Reichenbach (też: H.G.L. Reichenbach) – Heinrich Gottlieb Ludwig Reichenbach (1793–1879) – niemiecki zoolog i botanik – ojciec Heinricha Gustava
- Reichenbach – Heinrich Gustav Reichenbach (1824–1889) – niemiecki ornitolog i botanik – syn Heinricha Gottlieba
- Reichenow – Anton Reichenow (1847–1941)
- Reig – Osvaldo Reig (1929–1992)
- Reinhardt – Johannes Theodor Reinhardt (1816–1882)
- Reinhart – Roy Herbert Reinhart (ur. 1919)
- Reisz – Robert Reisz (ur. 1947)
- Rendahl – Carl Hialmar Rendahl (1891–1969) – szwedzki zoolog
- Renyaan – Samuel J. Renyaan
- Retzius – Anders Jahan Retzius (1742–1821)
- Riabinin – Anatolij Riabinin
- Rich – Thomas Hewitt Rich
- P. Rich – patrz Vickers-Rich
- Richardson – John Richardson (1787–1865)
- Richmond – Charles Wallace Richmond (1868–1932)
- Ricqlés, de Ricqlés – Armand de Ricqlés
- Ridgway – Robert Ridgway (1850–1929)
- Riggs – Elmer Riggs (1869–1963)
- Riley – Joseph Harvey Riley (1873–1941)
- Ripley – Sidney Dillon Ripley (1913–2001)
- Ris – Friedrich Ris (1867–1931)
- Risso – Antoine Risso (1777–1845)
- Rittmeyer – Eric N. Rittmeyer – współczesny amerykański herpetolog
- Rivero – Juan A. Rivero (aktywny w drugiej połowie XX wieku)
- Roberts – Austin Roberts (1883–1948)
- Robertson – David Ross Robertson (ur. 1946)
- Robinson – Herbert Christopher Robinson (1874–1929)
- Robison – Henry W. Robison
- Robson – Guy Coburn Robson (1888–1945)
- Röding – Peter Friedrich Röding (1767–1846)
- Roewer – Carl Friedrich Roewer (1881–1963)
- Rogenhofer – Alois Friedrich Rogenhofer (1832–1890)
- Rogers – Raymond Rogers
- Rohwer – Sievert Allen Rohwer (1887–1951)
- Romer – Alfred Romer (1894–1973)
- Roniewicz – Ewa Roniewicz
- Rosen – Donn Eric Rosen (1929–1986)
- Rosenmüller – Johann Christian Rosenmüller (1771–1820)
- Ross – Landon T. Ross (ur. 1942)
- Rossi – Pietro Rossi (1738–1804) – entomolog
- Rossignol – Martial Rossignol
- Rossman – Douglas Athon Rossman (ur. 1936)
- Rossmässler – Emil Adolf Rossmässler (1806–1867) – niemiecki biolog
- Rothman – Göran Rothman (1739–1778)
- Rothschild – Walter Rothschild, 2. baron Rothschild (1868–1937)
- Rovereto – Cayetano Rovereto (1870–1952) – włoski paleontolog
- Rowe – Timothy Rowe (ur. 1953)
- Roxas – Hilario Atanacio Roxas (ur. 1896)
- Rozhdestvensky – Anatolij Rożdiestwienski
- Rudolphi – Karl Rudolphi (1771–1832)
- Rüppell – Eduard Rüppell (1794–1884)
- Rusconi – Carlos Rusconi (1898–1969) – argentyński paleontolog
- Russell – Dale Russell (ur. 1937)
- A.P. Russell – Anthony P. Russell
- D.E. Russell – Donald E. Russell
- Rybczynski – Natalia Rybczynski (ur. 1971) – kanadyjska paleontolog
- Ryder – John Adam Ryder (1852–1895)

## S
- Sabine – Joseph Sabine (1770–1837) – angielski adwokat i naturalista
- Sahlberg C.R. – Carl Reinhold Sahlberg (1779–1860) – fiński entomolog,
- Sahlberg R.F. – Reinhold Ferdinand Sahlberg (1811–1874) – fiński entomolog, syn Carla Reinholda Sahlberga,
- Sahlberg J.R.– John Reinhold Sahlberg (1845–1920) – fiński entomolog, syn Reinholda Ferdinanda Sahlberga,
- Sakamoto – Katsuichi Sakamoto
- Salgado – Leonardo J. Salgado
- Salomonsen – Finn Salomonsen (1909–1983) – duński ornitolog
- Salter – John William Salter (1820–1869)
- Salvadori – Tommaso Salvadori (1835–1923)
- Salvin – Osbert Salvin (1835–1898)
- Samouelle – George Samouelle (1790–1846)
- Sampson – Scott D. Sampson
- Sanborn – Colin Campbell Sanborn (1897–1962)
- Sandberger – Karl Ludwig Fridolin von Sandberger (1826–1898) – niemiecki paleontolog i geolog
- Santschi – Felix Santschi (1872–1940)
- G.O. Sars – Georg Ossian Sars (1837–1927)
- M. Sars – Michael Sars (1809–1869)
- Satunin – Konstantin Satunin (1863–1915)
- Saunders – Howard Saunders (1835–1907)
- Saussure – Henri Louis Frédéric de Saussure (1829–1905)
- Sauvage – Henry Émile Sauvage (1842–1917)
- Savi – Paolo Savi (1798–1871)
- Savigny – Marie Jules César Savigny (1777–1851)
- Saville-Kent – William Saville-Kent (1845–1908) – brytyjski biolog morski
- Savornin – Justin Savornin (ur. 1876)
- Say – Thomas Say (1787–1843)
- Schaum – Hermann Rudolf Schaum (1819–1865)
- Schellenberg – Johann Rudolph Schellenberg (1740–1806)
- Schewiakoff – Władimir Szewiakow (1859–1930)
- Schinz – Heinrich Rudolf Schinz (1771–1861)
- Schiapelli – Rita Delia Schiapelli
- Schiffermüller – Ignaz Schiffermüller (1727–1806)
- Schiødte – Jørgen Matthias Christian Schiødte (1815–1884)
- Schlaikjer – Erich Maren Schlaikjer (ur. 1905)
- Schlegel – Hermann Schlegel (1804–1884)
- Schmidt – Karl Patterson Schmidt (1890–1957)
- Schnabl (Sznabl) – Jan Sznabl (1838–1912)
- Schneider – Johann Gottlob Schneider (1750–1822)
- Schoepf (Schoepff) – Johann David Schoepf (1752–1800)
- Schönherr – Carl Johan Schönherr (1772–1848)
- Schomburgk – Robert Hermann Schomburgk (1804–1865)
- Schrank – Franz de Paula von Schrank (1747–1835)
- Schreber – Johann Christian Daniel von Schreber (1739–1810)
- Schrenk (Schrenck) – Leopold von Schrenck (1824–1896)
- Schultz – Leonard Peter Schultz (1901–1986)
- Schulze – Franz Eilhard Schulze (1840–1921) – niemiecki zoolog
- Schummel – Theodor Emil Schummel (1786–1848) – niemiecki entomolog
- P.L. Sclater – Philip Lutley Sclater (1829–1913) (ojciec)
- W.L. Sclater – William Lutley Sclater (1863–1944) (syn)
- Scopoli – Giovanni Antonio Scopoli (1723–1788)
- Scudder – Samuel Hubbard Scudder (1837–1911)
- Scully – John Scully (1846–1912) zoolog, ornitolog; Nepal
- Seebohm – Henry Seebohm (1832–1895)
- Seeley – Harry Govier Seeley (1839–1909)
- Selby – Prideaux John Selby (1788–1867)
- Selden – Paul Selden
- Sélys (Sel.) – Edmond de Sélys Longchamps (1813–1900)
- Semenov-Tian-Shanskii – Andriej Siemionow-Tian-Szanski (1866–1942)
- Sereno – Paul Sereno (ur. 1957)
- Serville – Jean Guillaume Audinet Serville (1775–1858)
- Setzer – Henry Setzer – (1916–1992) amerykański zoolog
- Sevastianov – Aleksandr Sewastianow
- Severtzov – Nikołaj Siewiercow (1827–1885)
- Sharpe – Richard Bowdler Sharpe (1847–1909)
- Shaw – George Shaw (1751–1813)
- Shelley – George Ernest Shelley (1840–1910)
- Shen – Shen Kuo (1031–1095)
- Shenbrot – Georgy I. Shenbrot współczesny zoolog – Uniwersytet Ben Guriona w Negev
- Shuckard – William Edward Shuckard (1803–1868)
- Shuttleworth – Robert James Shuttleworth (1810 – 1874) – brytyjski botanik i malakolog
- Sichel – Frédéric Jules Sichel (1802–1868)
- Sick – Helmut Sick (1910–1991)
- Sideleva – Walentina Sidieliewa
- Sidor – Christian Sidor
- Siebold – Karl Theodor Ernst von Siebold (1804–1885)
- Silvestri – Filippo Silvestri (1876–1949)
- Simon – Eugène Simon (1848–1924)
- Simpson – Adrian Simpson
- Simpson – George Gaylord Simpson (1902–1984) – amerykański paleontolog
- Simroth – Heinrich Rudolf Simroth (1851–1913) – niemiecki malakolog
- Slipinski – Stanisław Adam Ślipiński
- A. Smith – Andrew Smith (zoolog) (1797–1872) – szkocki chirurg, przyrodnik, zoolog i podróżnik
- E. Smith – Edgar Albert Smith (1847–1916) – brytyjski malakolog
- F. Smith – Frederick Smith (1805–1879) – brytyjski entomolog
- Hamilton Smith – Charles Hamilton Smith (1776–1859) – angielski przyrodnik i żołnierz
- H.M. Smith – Hugh McCormick Smith (1865–1941) – amerykański ichtiolog
- H.M. Smith – Hobart Muir Smith (1912–2013) – amerykański herpetolog
- J.E. Smith – James Edward Smith (1759–1828) – fundator i pierwszy prezydent Linnean Society of London, badał motyle
- J.L.B. Smith – James Leonard Brierley Smith (1897–1968) – południowoafrykański ichtiolog
- M.A. Smith – Malcolm Arthur Smith (1875–1958) – brytyjski herpetolog. Fundator i pierwszy prezydent Brytyjskiego Towarzystwa Herpetologicznego (British Herpetological Society).
- S.I. Smith – Sidney Irving Smith (1843–1926) – amerykański zoolog
- W.L. Smith – W. Leo Smith
- Smitt – Fredrik Adam Smitt (1839–1904) – szwedzki zoolog
- Smuts – Johannes Smuts (1775–1834) – południowoafrykański zoolog
- Snellen von Vollenhoven – Samuel Constantinus Snellen von Vollenhoven (1816–1880)
- Snethlage – Emilia Snethlage (1868–1929)
- Snodgrass – Robert Evans Snodgrass (1875–1962)
- Snyder – John Otterbein Snyder (1867–1943)
- Sody – Henri Jacob Victor Sody (1892–1959) – holenderski teriolog
- Soeroto – Bambang Soeroto
- Sørensen – William Sørensen (1848–1916) – duński arachnolog
- Sollas – William Johnson Sollas (1849–1936)
- Spallanzani – Lazzaro Spallanzani (1729–1799)
- Sparrman – Anders Sparrman (1781–1826)
- Spencer – Walter Baldwin Spencer (1860–1929)
- Spinola – Maximilian Spinola (1780–1857)
- Spix – Johann Baptist von Spix (1781–1826)
- St. Leger – Jane St. Leger, brytyjska teriolożka
- Stach – Jan Stach (1877–1975) – polski entomolog
- Stahnke – Herbert Ludwig Stahnke (ur. 1902)
- Stainton – Henry Tibbats Stainton (1822–1892)
- Stanley – Edward Smith-Stanley (1775–1851)
- Starks – Edwin Chapin Starks (1867–1932)
- Statius Muller – Philipp Ludwig Statius Müller (1725–1776)
- Staudinger – Otto Staudinger (1830–1900)
- Stebbing – Thomas Stebbing (1835–1926)
- Steenberg – Carl Marinus Steenberg (1882–1946)
- Steenstrup – Japetus Steenstrup (1813–1897)
- Steere – Joseph Beal Steere (1842–1940)
- Stein – Johann Philip Emil Friedrich Stein (1816–1882)
- Steindachner – Franz Steindachner (1834–1919)
- Stejneger – Leonhard Hess Stejneger (1851–1943)
- Stelfox – Arthur Wilson Stelfox (1883–1972)
- Stephens – James Francis Stephens (1792–1852)
- Sternberg – Charles Hazelius Sternberg (1850–1943) (ojciec) – amerykański paleontolog amator
- Sternberg – Charles Mortram Sternberg (1885–1981) (syn) – amerykańsko-kanadyjski paleontolog
- D.J. Stewart – Donald J. Stewart
- Stolzmann – Jean Stanislaus Stolzmann (1854–1928)
- Stoll – Caspar Stoll (zm. 1795)
- Storr – Gottlieb Conrad Christian Storr (1749–1821)
- Stovall – John Willis Stovall (1891–1953)
- Strand – Embrik Strand (1876–1953)
- Strauch – Alexander Strauch (1832–1893)
- Streets – Thomas Hale Streets (1847–1925)
- Stresemann – Erwin Stresemann (1889–1972)
- Strickland – Hugh Edwin Strickland (1811–1853)
- Stritt – Walter Stritt (1892–1975)
- Ström – Hans Ström (1726–1797)
- Stromer – Ernst Stromer (1870–1952)
- Struhsaker – Paul J. Struhsaker
- Su – Su Song (1020–1101)
- Such – George Such (1798–1879)
- Suckley – George Suckley (1830–1869)
- Sues – Hans-Dieter Sues (ur. 1956)
- Sulej – Tomasz Sulej (ur. 1974)
- Sullivan – Corwin Sullivan
- Sullivan – Robert M. Sullivan
- Sulzer – Johann Heinrich Sulzer (1735–1813)
- Sundevall – Carl Jakob Sundevall (1801–1875)
- Swainson, Swains. – William Swainson (1789–1855)
- Swann – Henry Kirke Swann (1871–1926)
- Swinhoe – Robert Swinhoe (1836–1877)
- Sykes – William Henry Sykes (1790–1872)
- Szeptycki – Andrzej Szeptycki (1939–2008) – polski entomolog, specjalista od Entognatha (szczególnie Protura)

## T
- Taczanowski – Władysław Taczanowski (1819–1890)
- Taka-Tsukasa – Nobusuke Taka-Tsukasa (1889–1959) – japoński ornitolog
- Talbot – Mignon Talbot (1869–1950)
- Taliev – Dmitrij Taliew (1908–1952)
- Tang – Tang Zhilu
- Taquet – Philippe Taquet
- Taschenberg – Ernst Ludwig Taschenberg (1818–1898)
- Tate – George Henry Hamilton Tate (1894–1953)
- W.M. Tattersall – Walter Medley Tattersall (1882–1948)
- Taylor – Edward Harrison Taylor (1889–1978)
- L.R. Taylor – Leighton R. Taylor
- Temminck, Temm. – Coenraad Jacob Temminck (1778–1858)
- Templeton – Robert Templeton (1802–1892)
- Thayer – John Eliot Thayer (1862–1933)
- Theischinger – Günther Theischinger (ur. 1940)
- Thewissen – Hans Thewissen
- Thiele – Johannes Thiele (1860–1935)
- Thomas – Oldfield Thomas (1858–1929)
- Thomson – Carl Gustaf Thomson (1824–1899)
- Thorell – Tord Tamerlan Teodor Thorell (1830–1901)
- Thunberg – Carl Peter Thunberg (1743–1828)
- Tilesius – Wilhelm Gottlieb von Tilesius von Tilenau (1769–1857)
- Tillyard – Robin John Tillyard (1881–1937) – angielski entomolog
- Tjakrawidjaja – Agus Tjakrawidjaja
- Ticehurst – Claud Buchanan Ticehurst (1881–1941)
- Tidwell – Virginia Tidwell
- Timberlake – Philip H. Timberlake
- Tischbein – Peter Friedrich Ludwig Tischbein (1813–1883)
- Todd – Walter Edmond Clyde Todd (1874–1969)
- Toledo-Piza – Mônica de Toledo-Piza Ragazzo
- Tomes – Robert Fisher Tomes (1823–1904)
- Townsend – John Kirk Townsend (1809–1851)
- C.H. Townsend – Charles Haskins Townsend (1859–1944)
- Traill – Thomas Stewart Traill (1781–1862)
- Traquair – Ramsay Heatley Traquair (1840–1912)
- Travi – Vitor Hugo Travi, współczesny zoolog brzylijski
- Traylor – Melvin Alvah Traylor Jr. (ur. 1915)
- Trewavas – Ethelwynn Trewavas (1900–1993)
- Tristram – Henry Baker Tristram (1822–1906)
- Troschel – Franz Hermann Troschel (1810–1882)
- Trouessart – Édouard Louis Trouessart (1842–1927)
- True – Frederick W. True (1858–1914)
- Trybom – Filip Trybom (1850–1913)
- Tschudi – Johann Jakob von Tschudi (1818–1889)
- Tsogtbaatar – Khishigjaw Tsogtbaatar
- Tullberg – Tycho Fredrik Hugo Tullberg (1842–1920) szwedzki zoolog
- Tumanova – Tatiana Tumanowa
- Tunstall – Marmaduke Tunstall (1743–1790)
- Turner – Alan Hamilton Turner
- Turton – William Turton (1762–1835)
- Tutt – J.W. Tutt (1858–1911)
- Tweeddale – Arthur Hay, 9. markiz Tweeddale (1824–1878), brytyjski oficer, podróżnik i naturalista
- Tytler – Robert Christopher Tytler (1818–1872)

## U
- Uhler – Philip Reese Uhler (1835–1913)
- Upchurch – Paul Upchurch
- Ulrey – Albert Brennus Ulrey (1860–1932), biolog morski

## V
- Vaillant – Léon Vaillant (1834–1914)
- Valenciennes – Achille Valenciennes (1794–1865)
- Van Denburgh – John Van Denburgh (1872–1924)
- Van Duzee – Edward Payson Van Duzee (1861–1940)
- van Hasselt – Johan Coenraad van Hasselt (1797–1823)
- Van Kampen – Pieter Nicolaas Van Kampen (1878–1937) – holenderski herpetolog
- Vander Linden – Pierre Léonard Vander Linden (1797–1831)
- Varona – Luis Sánchez Varona (1923–1989) – kubański paleontolog
- Varricchio – David J. Varricchio
- Vejdovský, Vejdovsky – František Vejdovský (1849–1939) – czeski zoolog
- E. Verreaux – Edouard Verreaux (1810–1868)
- J. Verreaux – Jules Verreaux (1807–1873)
- Verity – Ruggero Verity (1883–1959) włoski lepidopterolog
- Verrill – Addison Emery Verrill (1839–1926)
- Vickaryous – Matthew Vickaryous
- Vickers-Rich – Patricia Vickers-Rich (ur. 1944)
- Vieillot, Vieill. – Louis Jean Pierre Vieillot (1748–1831)
- Vieweg – C.F. Vieweg
- Vigors – Nicholas Aylward Vigors (1785–1840)
- Villers – Charles Joseph de Villers (1726–1797)
- Vinciguerra – Decio Vinciguerra (1856–1934) – włoski ichtiolog
- Vinogradov – Boris Winogradow (1891–1958) – rosyjski i radziecki zoolog (teriolog)
- Vladykov – Wadim Dmitrij Władykow (1898–1986)
- Vogel – Peter Vogel (ur. 1942) – szwajcarski zoolog, specjalista w badaniu ekologii ssaków i ptaków

## W
- Wade – Mary Wade
- Wagler – Johann Georg Wagler (1800–1832)
- Wagner – Johann Andreas Wagner (1797–1861)
- Wahlberg – Johan August Wahlberg (1810–1859)
- Waite – Edgar Ravenswood Waite (1866–1928)
- Walbaum (Walb.) – Johann Julius Walbaum (1724–1799)
- Walch – Johann Ernst Immanuel Walch (1725–1778)
- Walckenaer – Charles Athanase Walckenaer (1771–1852)
- Walker – Edmund Murton Walker (1877–1969)
- A. Walker – Alick Walker (1925–1999) – brytyjski paleontolog
- C.A. Walker – Cyril Alexander Walker – paleontolog
- F. Walker – Francis Walker (1809–1874) – angielski entomolog
- Wallace – Alfred Russel Wallace (1823–1913)
- Wallengren – Hans Daniel Johan Wallengren (1823–1894)
- Walsh – Benjamin Dann Walsh (1808–1869)
- Waltl – Joseph Waltl (1805–1888)
- X.L. (także X.-L. lub X.) Wang – Wang Xiaolin
- Y.Q. (także Y.-Q. lub Y.) Wang – Wang Yuanqing
- Watabe – Mahito Watabe
- Waterhouse – George Robert Waterhouse (1801–1888)
- Weber – Friedrich Weber (1781–1823)
- Weber – Hermann Weber (1899–1956)
- Weber M. – Max Wilhelm Carl Weber (1852–1937)
- Weber – Neal Albert Weber (1908–)
- Weber – Paul Weber (1823-?)
- Weber – William Alfred Weber
- Wegrzynowicz – Piotr Węgrzynowicz
- Weigold – Hugo Weigold (1886–1973)
- Weishampel – David B. Weishampel (ur. 1952)
- Welles – Samuel Paul Welles (1909–1997)
- Wellnhofer – Peter Wellnhofer
- Werner – Franz Werner (1867–1939) – austriacki zoolog i podróżnik
- Wesmael – Constantin Wesmael (1798–1872) – belgijski entomolog
- West – Rick West – arachnolog
- Westerlund – Carl Agardh Westerlund (1831–1908)
- Westwood – John Obadiah Westwood (1805–1893)
- Wetmore – Alexander Wetmore (1886–1978)
- Wettstein – Otto Wettstein-Westersheimb (1892–1967) – austriacki biolog i zoolog
- Weyenbergh – Hendrik Weyenbergh Jr. (1842–1885)
- Wheeler – William Morton Wheeler (1865–1937)
- Whistler – Hugh Whistler (1889–1943) – angielski ornitolog
- Whitley – Gilbert Percy Whitley (1903 – 1975) ichtiolog
- Wiedemann – Christian Wiedemann (1770–1840)
- Wied-Neuwied – Maximilian zu Wied-Neuwied (1782–1867)
- Wiegmann – Arend Friedrich August Wiegmann (1802–1841)
- Wiktor – Andrzej Wiktor (ur. 1931) – polski malakolog
- Williams – James David Williams (ur. 1941)
- Williamson – Thomas Edward Williamson
- Williston – Samuel Wendel Williston
- Wilson, A. Willson – Alexander Wilson (1766–1813) – szkocko-amerykański ornitog i przyrodnik
- E.O. Wilson – Edward Osborne Wilson (1929–) amerykański biolog i przyrodnik
- J.A. Wilson – Jeffrey Wilson – amerykański paleontolog
- S.B. Wilson – Scott Barchard Wilson (1865–1923) – brytyjski ornitolog i podróżnik
- Wiman – Carl Wiman (1867–1944)
- Wingate – David B. Wingate (ur. 1935)
- Winge – Herluf Winge (1857–1923)
- Wirjoatmodjo – Soetikno Wirjoatmodjo
- Witmer – Lawrence Witmer (ur. 1959)
- Wollaston – Thomas Vernon Wollaston (1822–1878) – angielski entomolog i malakolog
- Wolfe – Douglas Wolfe
- Wolterstorff – Willy Georg Wolterstorff (1864–1943) – niemiecki przyrodnik
- A.E. Wood – Albert Elmer Wood
- Wood – Charles Thorold Wood (1777–1852)
- Wood-Mason – James Wood-Mason (1846–1893)
- Woodhouse – Samuel Washington Woodhouse (1821–1904)
- Woods – Charles Arthur Woods – współczesny (profesor i kustosz Florida State Museum, University of Florida)
- Woodward – Arthur Smith Woodward (1864–1944)
- Worrell – Eric Worrell (1924–1987), australijski herpetolog
- Wroughton – Robert Charles Wroughton (1849–1921) indyjski mammolog i entomolog
- Wu – Wu Xiaochun

## X
- Xantus – John Xantus de Vesey (1825–1894)
- Ximenez – Alfredo Ximenez
- Xu – Xu Xing (ur. 1969)

## Y
- Yamaguchi, Yamaguti – Masao Yamaguchi
- Yamanoue – Yusuke Yamanoue
- Yang, Young – Yang Zhongjian (1897–1979)
- Yarrell – William Yarrell (1784–1856)
- Yepes – José Yepes (1897–1976)
- Yoseda – Kenzo Yoseda
- You – You Hailu
- Young – David Allan Young (1915–1991)

## Z
- Zaddach – Ernst Gustav Zaddach (1817–1881)
- Zanno – Lindsay Zanno
- Zarudny – Nikołaj Aleksiejewicz Zarudny (1859–1919) – rosyjski zoolog
- Zeledon – José Castulo Zeledón (1846–1923)
- Zeller – Philipp Christoph Zeller (1808–1883)
- Zetterstedt – Johan Wilhelm Zetterstedt (1785–1874)
- B.K. (także B.-K. lub B.) Zhang – Zhang Baokun
- F.C. (także F.-C. lub F.) Zhang – Zhang Fucheng
- Zhao – Zhao Xijin
- S. Zhou – Zhou Shiwu (ur. 1940)
- Z.H. (także Z.-H. lub Z.) Zhou – Zhou Zhonghe
- Zimmer – John Todd Zimmer (1889–1957)
- Zimmermann – Eberhard August Wilhelm von Zimmermann (1743–1815)
- Zincken – Johann Leopold Theodor Friedrich Zincken (1770–1856)
- Zirngiebl – Lothar Zirngiebl (1902–1973)
- Zittel – Karl Alfred von Zittel (1839–1904)
- Zugmayer – Erich Zugmayer (1879–1939)